# Ludvík Očenášek
Ludvík Očenášek (4. srpna 1872, Kříše – 10. srpna 1949, Dražeň) byl český selfmademan, všeuměl, podnikatel, konstruktér a vynálezce, který významně přispěl především k rozvoji letecké a raketové techniky. Nikdy nedosáhl na vysokoškolské vzdělání. V osobním životě vyznával myšlenky sokolského hnutí a jako vlastenec se aktivně účastnil jak I. československého odboje (proti Rakousku-Uhersku) tak i II. československého odboje (proti nacistickému Německu).

## Život

### Rodinné poměry, studia
Ludvík Očenášek (v rodném a křestním listě, oddacím listě, úmrtním listě i na protektorátním průkazu totožnosti uváděn jako „Otčenášek“) se narodil 4. srpna 1872 v Kříších (dnes součást obce Břasy u Radnic) číslo popisné 63 na Rokycansku v Plzeňském kraji v rodině chudého horníka Vojtěcha Otčenáška. Jeho matkou byla Marie Otčenášková (rozená Pelcová). Rodina jeho matky byla spřízněna s rodem českého filologa, lexikografa, spisovatele a překladatele Josefa Jungmana a celkově byla velmi vlastenecky zaměřená. Dne 5. srpna 1872 byl Ludvík Očenášek pokřtěn v římskokatolickém kostele. Z Kříše se rodina v roce 1878 přestěhovala do Berku u Dolní Bělé. Tady totiž získal Očenáškův otec práci jako mistr (správce, dílovedoucí) v dole na tzv. vitriolovou břidlici. Kolem roku 1879 (resp. 1880) se rodina přestěhovala na samotu do Malenice číslo 32 v údolí pod Dražní (k níž Malenice patřila), kde Očenáškův otec zastával místo štajgra v nově otevřeném dole na železitý kyz.
Spolu se svými mladšími sourozenci, začal Ludvík Očenášek navštěvovat hodinu pěší chůze vzdálenou školu v Dolní Bělé. Už jako žák třetí třídy sestrojil Ludvík Očenášek pro děti z Dolní Bělé funkční kolotoč na manuální pohon. Na něm se ovšem netočil sám, za pytlík třešní se spolu s ním mohli povozit ostatní děti i jeho spolužáci.
Po smrti Očenáškova otce Vojtěcha Otčenáška se v roce 1888 přestěhovala rodina do Prahy. V Praze Ludvík Očenášek nastoupil (s finančním přispěním Národní jednoty pošumavské) do učení na elektromechanika do továrny na mechanické a fyzikální přístroje (firma „Dr. Houdek a Hervert“). Později začal Očenášek při zaměstnání navštěvovat v Praze střední státní průmyslovou školu.
Spolu s odbojářem a starostou České obce Sokolské Josefem Scheinerem a dalšími spřádal plány, jak dostat více odbojářů do Švýcar. Plán nevyšel a tak vytvořil složitý plán na vyzbrojení z obav pádu monarchie a násilného převratu. Na jaře 1918 byl vyzván šéfredaktorem Národních Listů Františkem Sísem, aby se pokusil učinit připojení telefonickou linkou mezi Berlínem a Vídní kolem Prahy a která by sloužila pouze státním účelům k zachycení telefonických rozhovorů. Další podrobnosti projednával s dr. Aloisem Rašínem a dr. Josefem Scheinerem se kterým konzultoval získané zprávy. 

### Aktivity v sokolské organizaci
V roce 1890, když Očenášek dosáhl věku 18 let, se stal cvičitelem Sokola na pražském Smíchově a v rámci sokolských závodů a přeborů byl úspěšným cvičencem. V roce 1900 byl vybrán jako člen úspěšné sokolské výpravy do Paříže a Arrasu. Očenáškův o něco málo starší bratr Augustin Očenášek (* 1871) vstoupil kolem roku 1890 též do Sokolské organizace v Praze a v průběhu let se vypracoval na pozici jednoho z představitelů českého Sokola. (Mimo organizační práci pro Sokol také vydával knížky o tom, jak se má správně cvičit apod.) Oba bratři O(t)čenáškové byli sportovně nadaní – na začátku 90. let 18. století (ve věku cca 18, 20 let) běželi tehdejší první český maraton z Vinohrad přes Slaný do Kladna. Oba doběhli (leč nezvítězili). Také zakládali první spolky těžké atletiky, kde se pěstoval řeckořímský zápas, vzpírání nebo box.

### Rodina
Z jihočeského Písku pocházela i Očenáškova budoucí manželka Paulína (Pavlína) Tašnerová, s níž se seznámil kolem roku 1891 během tamní vojenské služby. Dne 14. listopadu 1897 se Ludvík Očenášek v Písku v děkanském kostele oženil s Paulínou (Pavlínou) Tašnerovou (* 21. června 1877). (Pavlína pocházela z Písku, byla dcerou obuvnického mistra Matouše Tašnera a její matkou byla Eleonora (rozená Stoklasová) z Písku.) V době svatby bylo Očenáškovi 25 let (Paulíně bylo 20 let), byl elektrotechnikem a jako bydliště udával Prahu-Žižkov číslo popisné 616. Manželé Očenáškovi spolu měli celkem tři děti:
- Prvorozený syn manželů Očenáškových Miroslav Očenášek (1898–1955) se narodil v roce 1898, později získal titul Ing. a jako šéf továrny pokračoval v otcových šlépějích;[1]
- později se narodila Očenáškova dcera Milada Očenášková (v dospělosti pracovala na ministerstvu zdravotnictví)[1] a
- syn Ludvík Očenášek,[5] který zemřel v mladém věku.[1]

Z manželství syna Miroslava se Očenášek dočkal dvou vnuček:
- Růžena Očenášková (později Rose Motts);
- Věra Očenášková (později Věra Černíková).

Ludvík Očenášek a jeho rodinní příslušníci
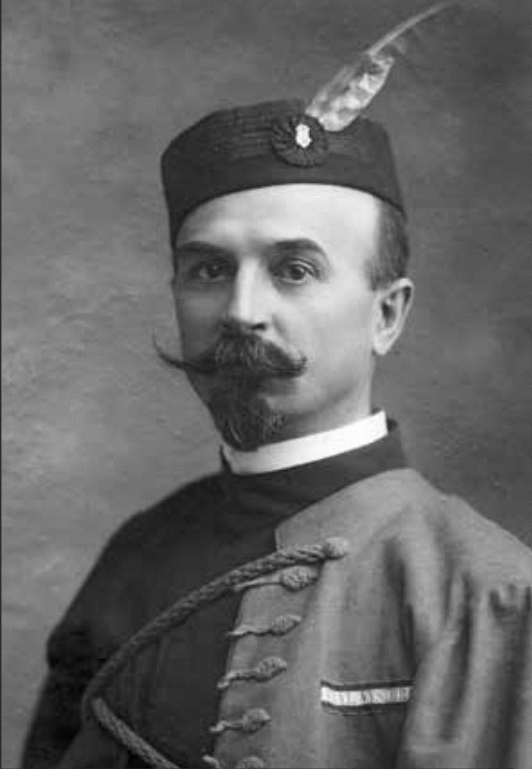
V sokolském stejnokroji
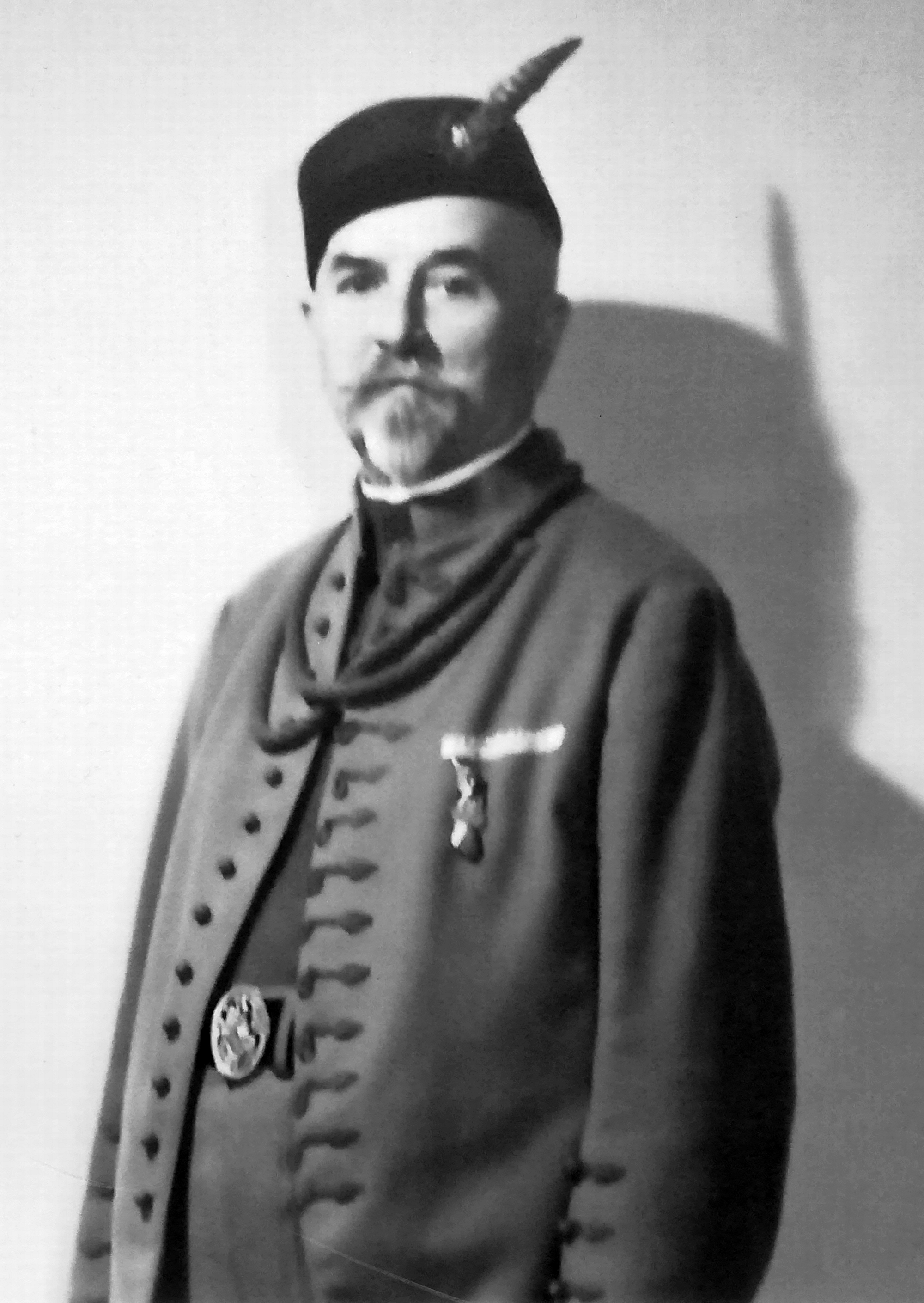
V sokolském stejnokroji
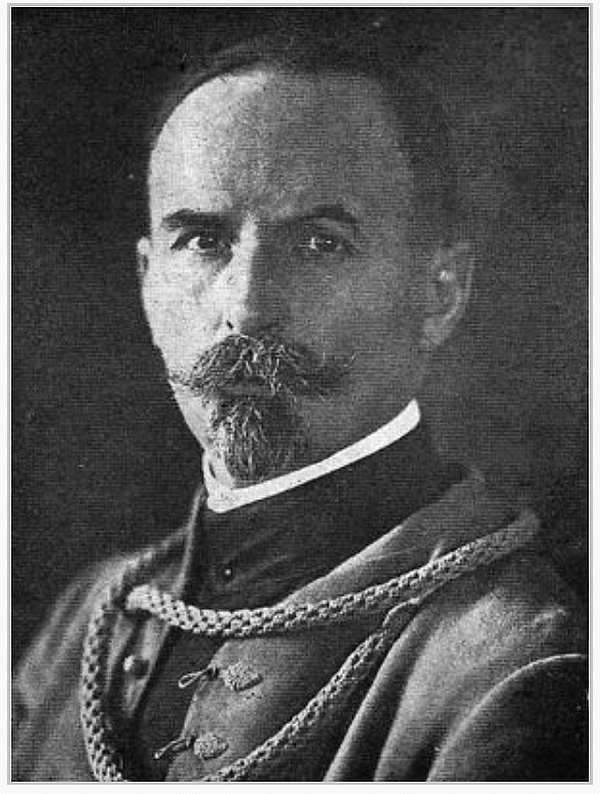
Augustin Očenášek (starší bratr Ludvíka Očenáška)
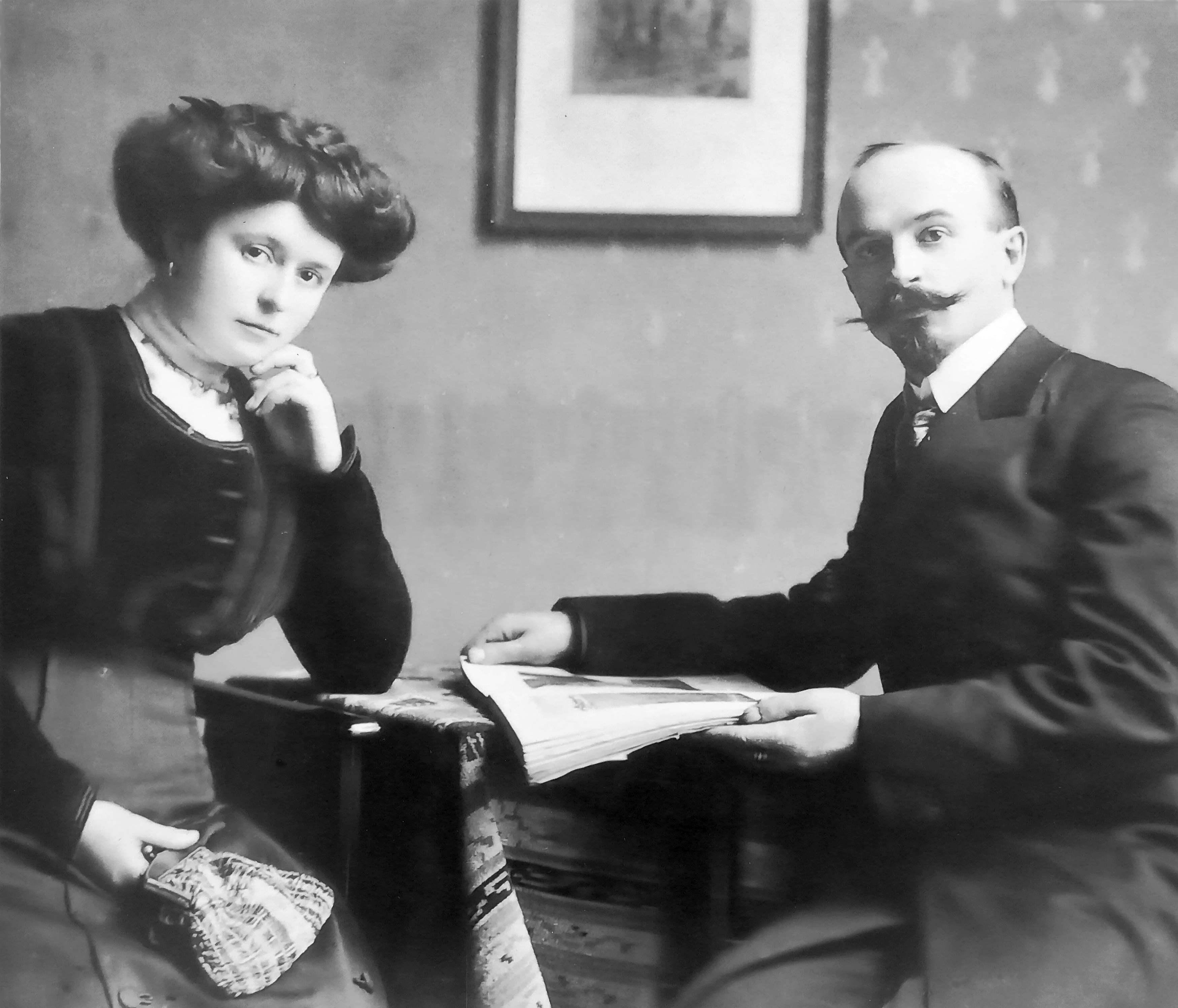
S manželkou Pavlínou
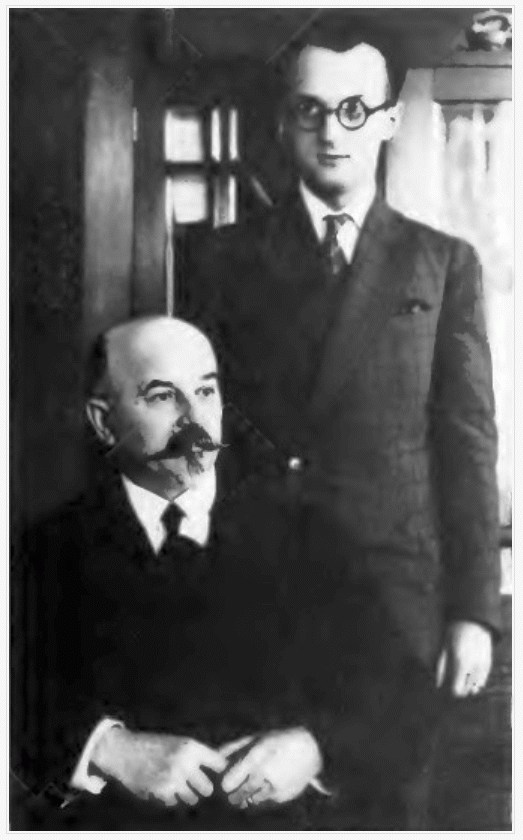
Se synem Miroslavem
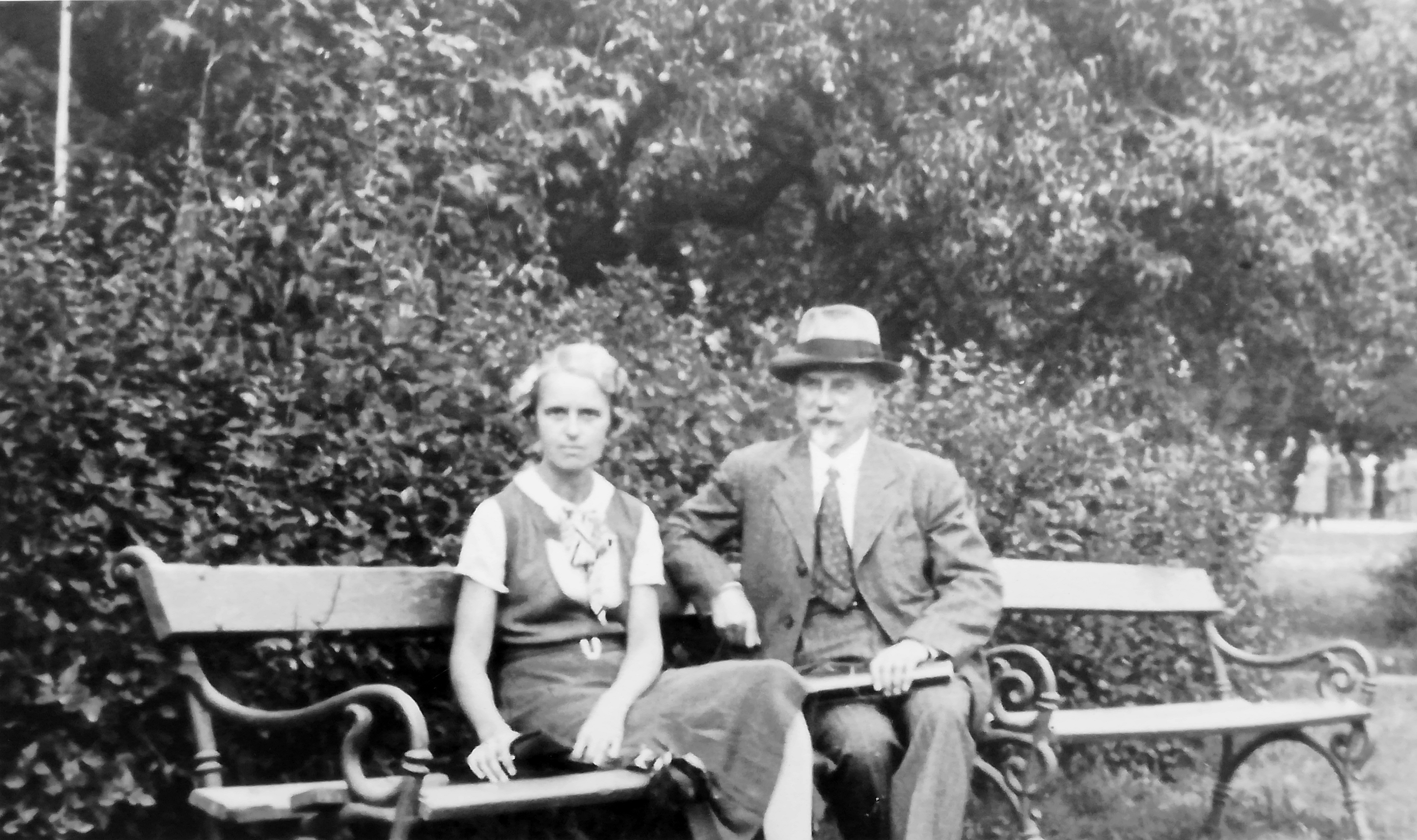
S dcerou Miladou
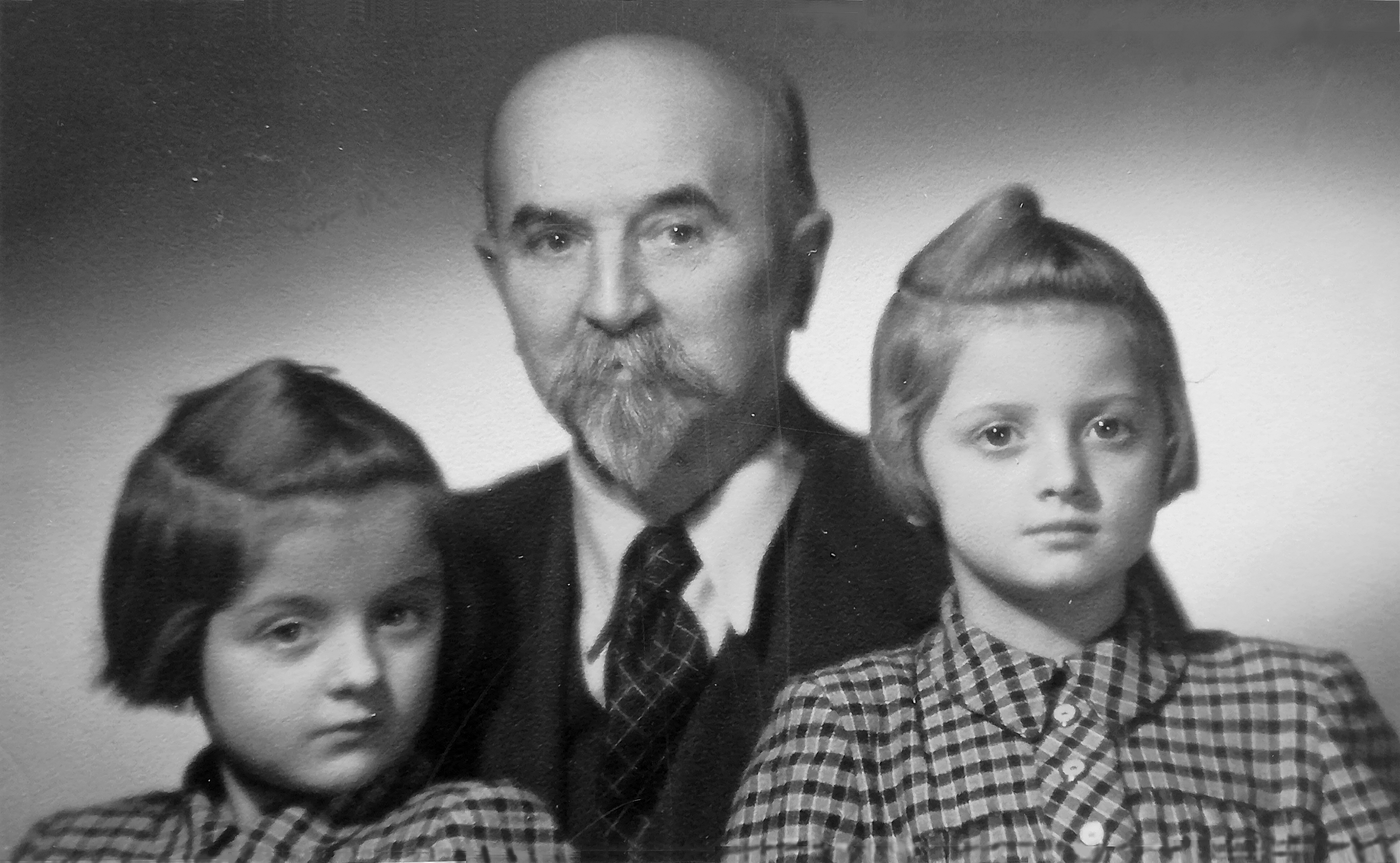
Se svými vnučkami Věrou a Růženou (dcerami syna Miroslava)
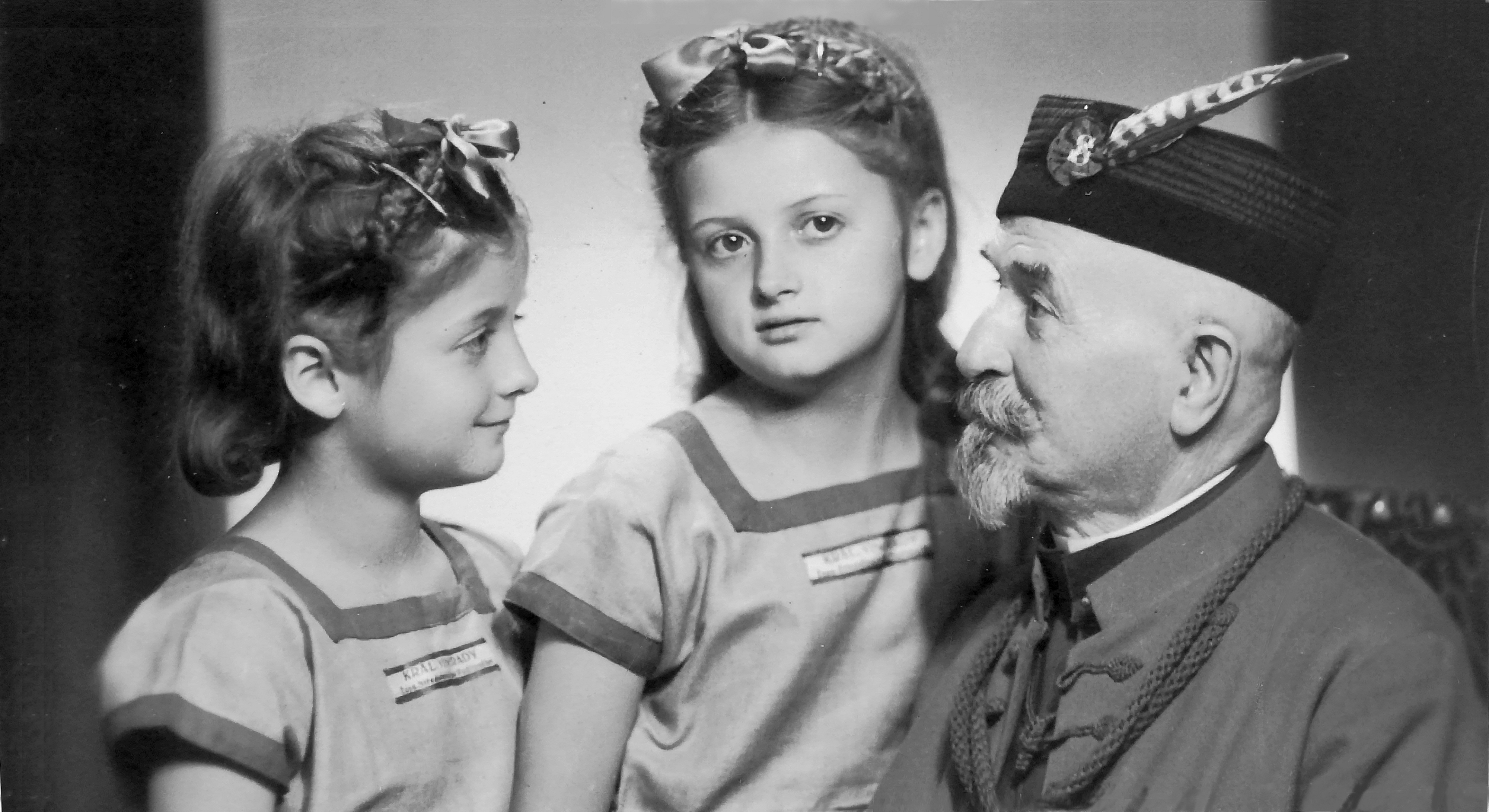
Se svými vnučkami Věrou a Růženou na sklonku života (dcerami syna Miroslava)

### První zaměstnání a vysokoškolské studium
Po skončení vojenské služby pracoval Očenášek v letech 1893 až 1898 v patentní kanceláři ing. L. Vojáčka a současně docházel jako mimořádný posluchač v oboru elektrotechniky a fyziky na „českou techniku“. Takto bylo označováno Vysoké učení technické v Praze, kde Očenášek absolvoval několik semestrů, svá vysokoškolská studia však nikdy nedokončil.

### Před první světovou válkou

#### Mechanická dílna
A byl to právě rok 1898, kdy se Očenášek osamostatnil tím, že si založil v pražské Bubenči číslo popisné 386 mechanickou dílnu pro opravu jízdních kol, později motocyklů a dokonce i automobilů. Kromě toho sloužila dílna i k realizaci jeho experimentů. Očenášek později tvrdil, že se v roce 1910 opravilo v této dílně na 42 automobilů a motocyklů. (V Praze bylo v roce 1910 registrováno cca 220 motorových vozidel.)

#### Elektrotechnický závod
Počátkem 20. století se snaha obchodních vlasteneckých kruhů o vytvoření velké národní české firmy vlastněné jen českým kapitálem projevila tak, že tímto úkolem byl pověřen právě Ludvík Očenášek. To vedlo k tomu, že Očenášek někdy po roce 1906 založil elektrotechnický závod (Elektrotechnickou továrnu a strojírnu), kde později našlo práci cca 100 zaměstnanců. „Elektrotechnická továrna a strojírna Ludvík Očenášek“ sídlila na Praze II ve Vodičkově ulici číslo 25 a zabývala se výrobou elektrických přístrojů pro slabé i silné proudy, motorickými i světelnými instalacemi, montáží bleskosvodů, úplnou elektrizací továren a živnostenských provozoven a rozvodnami elektrického proudu. Kromě silnoproudých zařízení produkovala továrna i mechanické, optické a elektrické učební pomůcky pro školy.

#### Monocykl
V mechanické dílně v Bubenči sestrojil Očenášek v roce 1898 tzv. monocykl (jednokolo).
Jednalo se o jízdní kolo bez rámu, kde jezdec seděl excentricky uvnitř obrovského kola, které se otáčelo okolo něj ve směru jízdy. Velké kolo mělo vnější průměr 1,8 metru a vnitřní světlost 1,5 metru. Toto kolo bylo vyztuženo tak, že se skládalo ze čtyř obručí, které byly tvořeny trubkami. Vnější obvod kola byl pokryt kaučukovou obručí, kterou se kolo dotýkalo silnice. Po vnitřním obvodu velkého kola se pohyboval jakýsi „malý bicykl“ se šlapkami, které poháněly malé hnací kolečko. Toto kolečko mělo po svém obvodě rýhu (připomínalo kladku) a touto rýhou s přírubami dosedalo na vnitřní obruč velkého kola. Jak se velké kolo valilo po silnici, malý bicykl uvnitř (kde seděl jezdec a šlapal do pedálů) se pohyboval v dolní části po vnitřním obvodě velkého kola.
Tento vynález měl zajistit bezpečnou jízdu po cestách a silnicích s velkými nerovnostmi povrchu, ale Očenášek zřejmě sestrojil jen jeden exemplář, neboť jízda na jeho monocyklu (jak se mnohem později ukázalo při jízdních zkouškách na replikách tohoto jednokola) nebyla pro jezdce dostatečně bezpečná.

#### Rotační letecký motor
V roce 1905 podal Očenášek rakouský patent číslo 30657, který se týkal magnetické regulace světelného oblouku elektrické lampy vlastní výroby.
Na pražském autosalonu v roce 1905 představil Očenášek rotační motor, o němž se domníval, že by mohl sloužit k pohonu automobilů. (Nakonec jej ale překonstruoval na motor letecký.) Mezi léty 1905 až 1906 navrhl a vyrobil prototyp hvězdicového leteckého vzduchem chlazeného rotačního benzinového motoru.
Motor byl celkově sice precizně vyrobený, ale byl složitý a tudíž finančně nákladný. Měl výkon 12 koňských sil při váze 75 až 80 kilogramů a byl schopen vyvinout až 1 000 otáček za minutu. Při funkčních zkouškách ve velkých otáčkách v roce 1905 se motor sice roztrhl, ale druhý prototyp rotačního motoru už byl funkční. Očenášek jej hodlal použít pro pohon jednoplošníku vlastní konstrukce.
Motor si nechal Očenášek v roce 1907 patentovat, ale technická veřejnost o něj nejevila přílišný zájem (kromě několika výstav, kde budil pozornost). Komerční neúspěch zavinil, že Očenášek neobnovil patentové právo a tak se jeho francouzský patent stal pro ostatní konstruktéry volně přístupný. Do vývoje motoru Očenášek investoval několik tisíc zlatých a zjevný obchodní neúspěch jej odradil od dalšího vývoje v tomto směru.
Konstrukční zkušenosti (nejspíše získané při návrhu a praktických testech rotačního motoru) zúročil Očenášek v roce 1908, kdy podal rakouský patent číslo 34516 na zařízení k vyrovnání odstředivé síly působící na ventily motorů s rotujícími válci.
Ludvík Očenášek se stal soudním znalcem v oboru mechaniky a výroby velocipedů, znaleckou zkoušku vykonal 3. listopadu 1908.
Další patent tentokráte na torpédo vypouštěné a řízené světelnými paprsky podal k přihlášení v patentní kanceláři ing. L. Vojáčka 24. července 1907. Pod číslem 61254 byl přijat v roce 1909 a tentýž patent byl přihlášen také v Maďarsku, Rakousku, Anglii a Německu. Patent zjevně předznamenal Očenáškův zájem o torpéda a reaktivní pohony, který se ale projevil později.

#### Jednoplošník
V roce 1910 sestrojil dvoumístný hornoplošník „Očenášek 1“ vlastní konstrukce s délkou 11 (resp. 12) metrů. Údajně se jednalo o největší letadlo v Rakousku-Uhersku s rozpětím křídel 12 metrů. Stroj měl vlastní hmotnost 360 kg (vzletovou hmotnost 570 kg) a byl vybaven nádrží se zásobou benzínu 65 kg (a oleje 8 kg). Pro pohon byla užita dvoulistá vrtule 2 800 mm domácí výroby, kterou roztáčel rotační vzduchem chlazený hvězdicový jednořadý sedmiválec (motor Gnome 50 HP). Francouzský motor Gnome měl výkon 50 HP (koňských sil) a v podstatě šlo o původní jen mírně vylepšenou Očenáškovu konstrukci. Síla motoru se přenášela tažným řetězem na vrtuli, která byla umístěna v horní přední části aeroplánu. Celková plocha křídel byla 34 metrů čtverečních. Celková hmotnost letadla (včetně pilota, 75 litrů leteckého benzinu a 8 litrů motorového oleje) pak 500 kg. Složení či rozložení aeroplánu bylo otázkou dvou hodin práce a veškeré jeho díly bylo možno poskládat do třech beden. Přední část letadla z ocelových trubek byla místem, kde seděl pilot ovládající směrové a výškové řídící prvky. Na konci letadla bylo směrové kormidlo; výškové řízení zajišťovala dvojice malých křidélek nacházejících se za hlavními pevnými a nepohyblivými křídly. Jasanové dřevo bylo použito pro ocas a křídla, protože původně plánovaný hliník se neosvědčil.
Letadlo stavěl v továrničce v Praze Nuslích a nejprve jej měl v hangáru v aviatickém družstvu v Pardubicích. Kvůli osobním neshodám s ing. Janem Kašparem přemístil poté Očenášek svoje letadlo na letiště Bory v Plzni.
Aeroplán byl po dokončení poprvé veřejnosti představen 14. až 18. října 1910 na pražském Žofínském ostrově na Zemské výstavě. Na letišti v Plzni na Borských polích se prováděly v letech 1911 až 1912 zkoušky aeroplánu, ale Očenášek se s ním nikdy neproletěl. Dlužno uvést, že Očenáškovo letadlo nikdy doopravdy nelétalo. Dokázalo se na chvíli dostat do vzduchu, provést jakýsi dlouhý skok, vrátit se na zem a to bylo celé, takže na letišti vlastně jen „poskakovalo“ po vzletové dráze.
První neplánovaný let provedl v roce 1912 bez Očenáškova vědomí jeden z jeho mechaniků, když se pokusil s aeroplánem sám vzlétnout. Opomenul uzavřít benzinovou nádrž, takže po havárii letoun vzplanul a nakonec zbyly ze stroje „těžšího vzduchu“ jen trosky a nepoškozený motor, který byl darován českému letci Evženu Čihákovi. Pojišťovna škodu sice uhradila a protože správní rada nově založených elektrotechnických podniků zakázala Očenáškovi z pochopitelných důvodů již dříve létat, Očenášek raději definitivně skončil s leteckými pokusy a dál v aviatice nepokračoval.

Očenášek 1
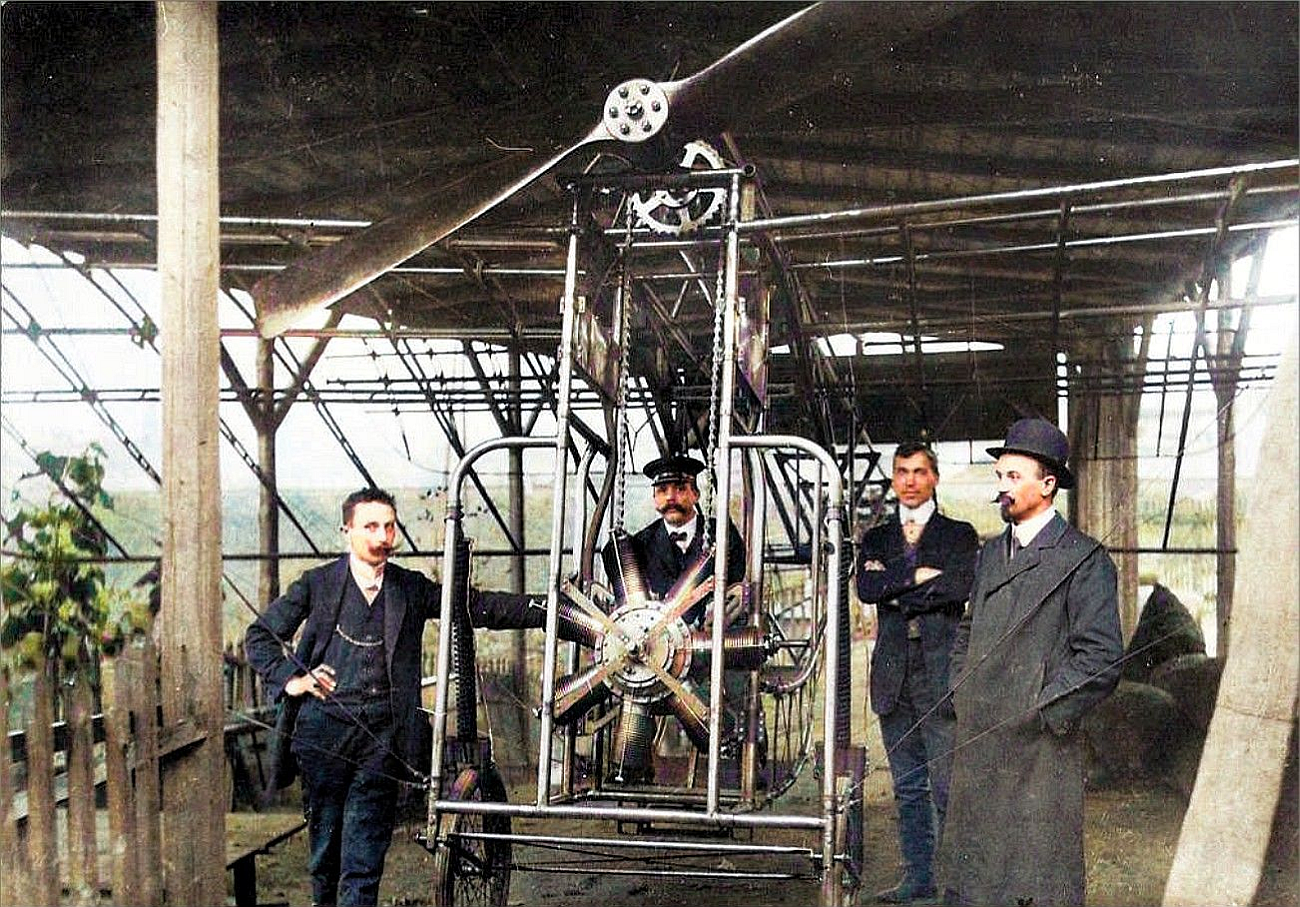
Ludvík Očenášek (vpravo) a jeho spolupracovníci u aeroplánu (kolem roku 1910)
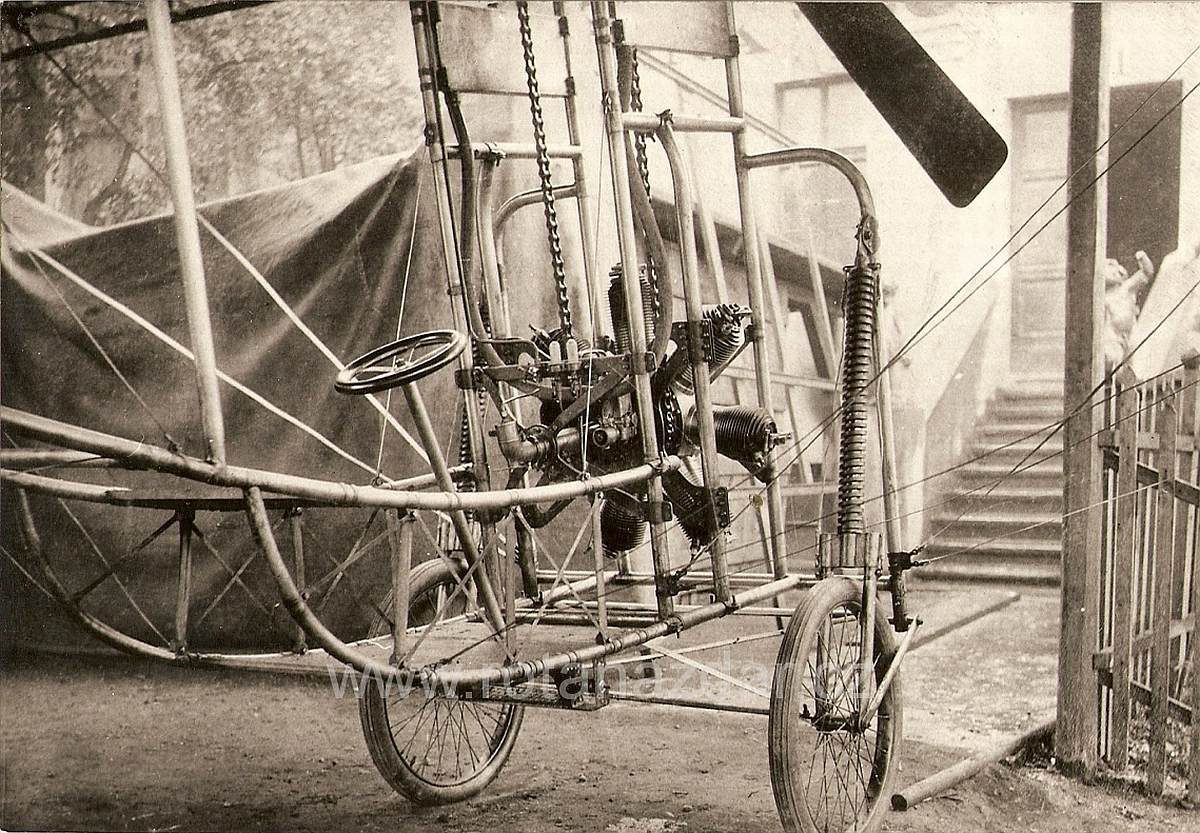
Detailní pohled na kabinový vnitřek letadla (kolem roku 1910)
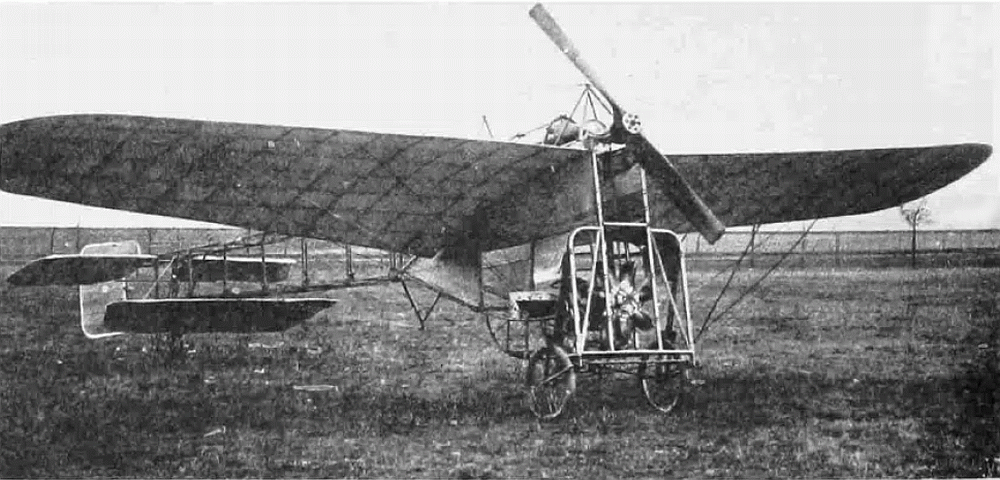
Celkový pohled na Očenášek 1 na letišti v Plzni na Borských polích (pohlednice)
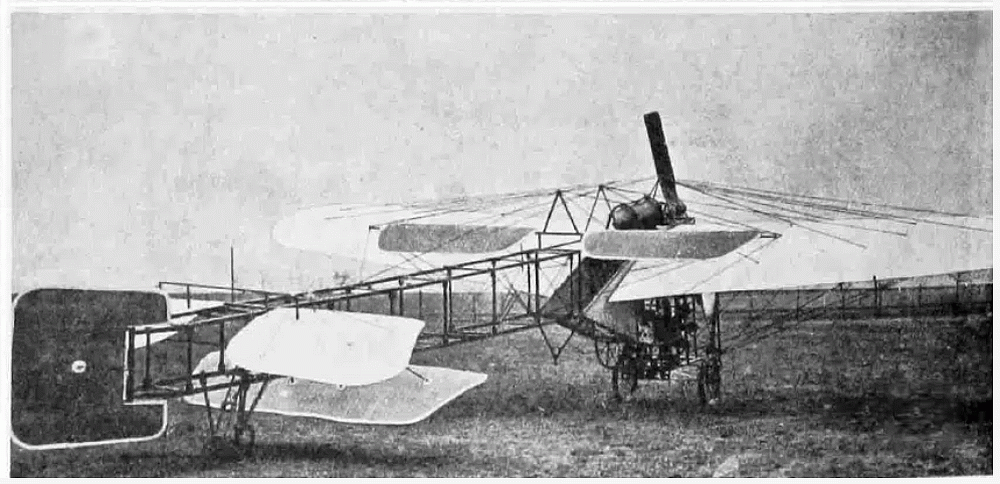
Celkový pohled na jednoplošník zezadu

#### Obloukové lampy
Problematice vývoje plamencové obloukové elektrické lampy se Očenášek věnoval na přelomu 19. a 20. století. V roce 1912 podal Očenášek rakouský patent číslo 8858-12, který se týkal magnetické regulace světelného oblouku elektrické lampy vlastní výroby. (V roce 1912 se zabýval zdokonalenou plamencovou obloukovou lampou.) Ludvík Očenášek se svými obloukovými lampami expandoval do Polska a do Ruska, kde se jimi osvětlovala divadla a veřejné budovy.
Problematikou obloukových lamp se přibližně ve stejné době (ale úspěšněji než Očenášek) zabýval technik, průmyslník a vynálezce František Křižík (jeho nejznámějším vynálezem byla oblouková lampa se samočinnou regulací) a ještě úspěšněji (obchodně) konstruktér, vynálezce, průmyslník a zakladatel motocyklové firmy JAWA František Janeček. Na rozdíl od Očenáška tito dva jmenovaní prodali svoje patenty do zahraničí.

Očenáškovi konkurenti v obloukových lampách
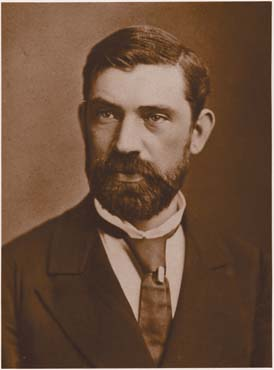
František Křižík
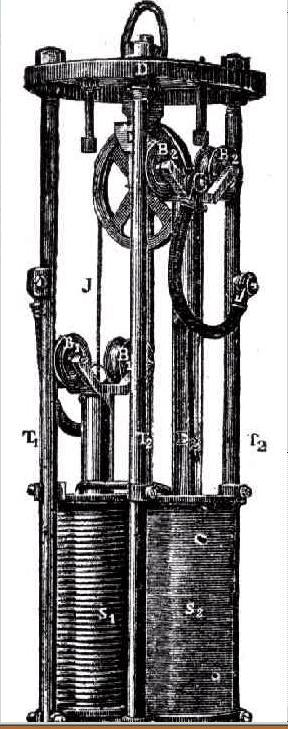
Křižíkův regulátor obloukové lampy
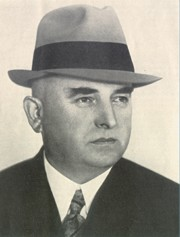
František Janeček

#### Krach
Velká expanze a široký záběr zapříčinily na začátku roku 1914 krach Pražských elektrotechnických podniků. Ve snaze být co největší totiž firma skupovala menší firmy a rozšiřovala neúměrně okruh svých aktivit. Jejím největším artiklem byla výstavba malých městských elektráren, které zajišťovaly osvětlení nevelkých částí města (typicky např. náměstí) a elektrifikace některých blízkých významných městských budov. (Elektřina se vyráběla na základě páry získávané z kotlů.) Později se firma věnovala rekonstrukci malých vodních elektráren a jejich výstavbě, ale to již bylo nad její ekonomické síly.

Ludvík Očenášek
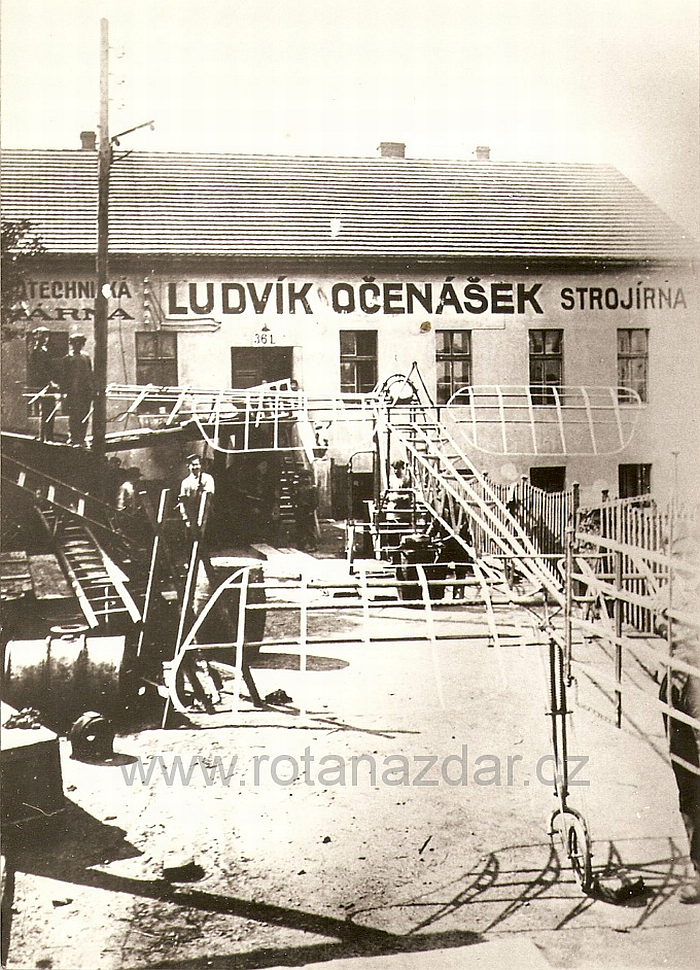
Mechanická (elektromechanická) dílna v pražské Bubenči
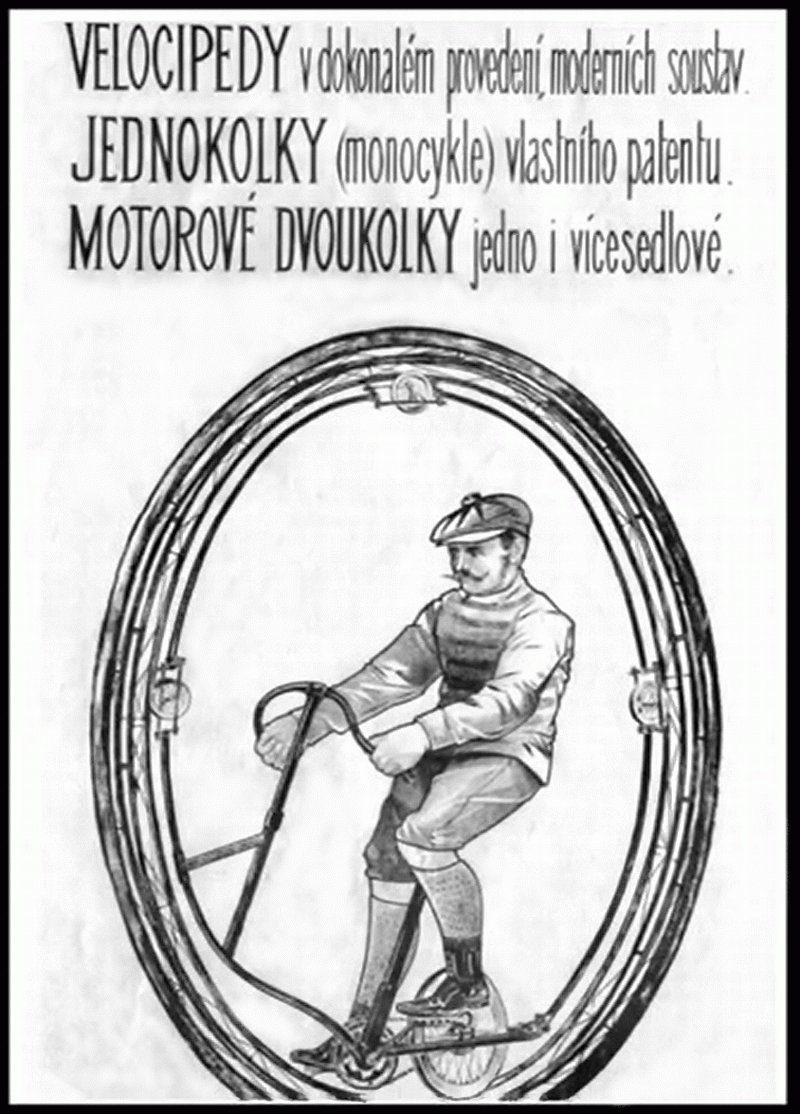
Plakát zobrazující monokolo (monocykl, jednokolo) 1898
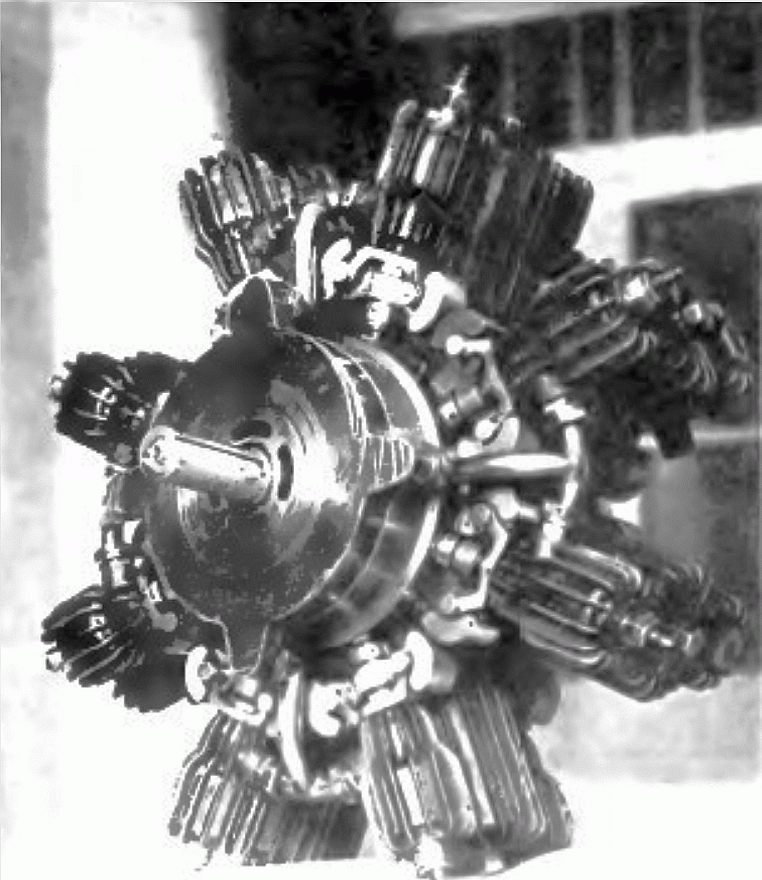
Osmiválcový hvězdicový rotační vzduchem chlazený letecký benzinový motor (1905 až 1906)
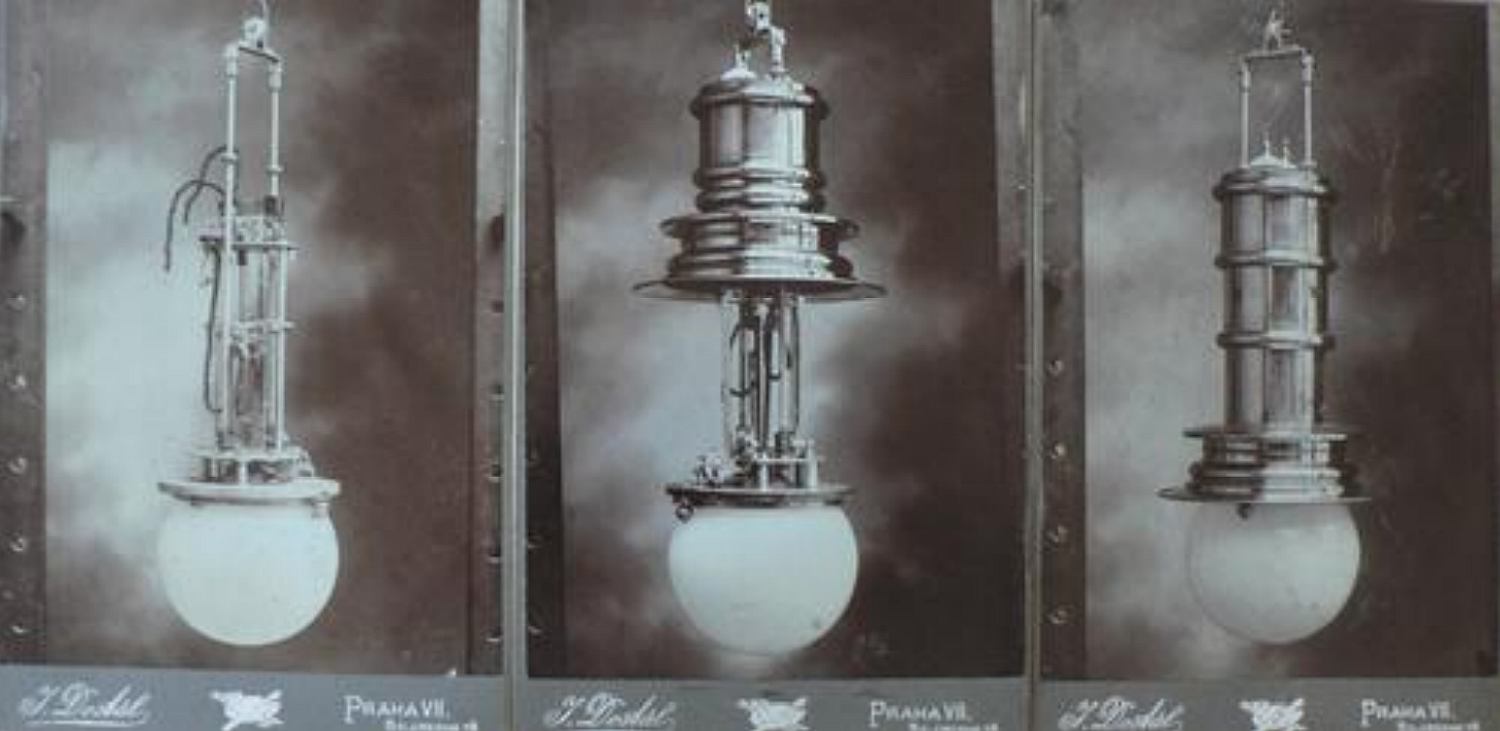
Zdokonalená plamencová oblouková lampa (1912)

### První světová válka

#### Zatčení
Dne 15. května 1915 v 5.00 hodin ráno byl ve svém bytě v Praze na Letné Ludvík Očenášek zatčen zřízenci státní policie a současně byla u něj provedena domovní prohlídka motivovaná podezřením ze špionáže a velezrady. Očenášek byl převezen na policejní oddělení do Bartolomějské ulice, kde byla u něj provedena důkladná osobní prohlídka. Při následném výslechu zjistil, že byl zatčen a obviněn na základě udání jistého opilého důstojníka z restaurace v Obecním domě. V restauraci byl 13. května 1915 a když (na přání jistého důstojníka) byla hrána rakousko-uherská státní hymna, Očenášek „neochotně vstával“.

#### Vzdušná torpéda
Po vypuknutí první světové války (1914) na jejím samotném počátku bylo Očenáškovi více než 40 let a nemusel tudíž narukovat do rakousko-uherské armády. Hrozbu zabavení budovy vinohradské sokolovny v Praze vyřešil Očenášek spolu s ostatními bratry sokoly tím, že rakousko-uherskému vojenskému eráru navrhli, aby se stala záložním lazaretem. Očenášek byl pak přidělen k této vojenské nemocnici v Sokole pražském, do budovy dopravil Roentgenův přístroj, pořizoval rentgenové fotografie a zastával v lazaretu funkci samostatného rentgenologa. Jeho laboratoř sousedila těsně s operačním sálem takže téměř všichni pacienti před operací prošli jeho pracovnou. Zároveň se vlastenecky smýšlející Očenášek stal příslušníkem I. odboje (tzv. Maffie).
Pod dojmem zpráv z bojiště, kde panovala převaha německého dělostřelectva se Očenášek pokusil vyvinout jednoduchý, levný a účinný prostředek pro podporu dělostřelectva. V Očenáškově laboratoři tak záhy (březen 1915) vznikl vynález (a model) vrhače tzv. vzdušného (raketového) torpéda. Tato „okřídlená mina“ (i její vrhač) poměrně levné a jednoduché konstrukce měla podpořit palebnou sílu dělostřelectva a byla určena pro bojové nasazení na francouzské, italské a ruské frontě. Základem vrhače byla kulatá tyč umístěná na stojanu (lafetě) nebo na kolečkách jako klasické dělo. Na tuto tyč se nasazovalo vzdušné torpédo. Torpédo sestávalo ze dvou částí, které byly od sebe striktně odděleny. Přední část torpéda byla válcovitá, zašpičatělá a obsahovala třaskavinu s rozbuškou, takže vnitřní nálož explodovala při dopadu. Zadní část torpéda měla tvar roury (vyplněné pevným raketovým palivem) opatřené na samotném svém konci stabilizačními křidélky k udržování směru letu vzdušného torpéda po „výstřelu“ z vrhače.
Dokumentaci (fotografie a nákres) tohoto nového typu zbraně (někdy označovaného jako vrhač raketových granátů) odevzdal Očenášek starostovi České Obce Sokolské doktoru Josefu Scheinerovi, dále pak putovala dokumentace zvláštním kurýrem přes Švýcarsko do Francie, kde konstrukční výkresy předal jako dar francouzské vládě T. G. Masaryk. Ve Francii trvala výroba první série vrhačů údajně jen 10 týdnů a ještě v roce 1915 našly Očenáškovy okřídlené miny své první uplatnění v bojích na francouzské frontě. Vzdušná torpéda pak byla použita s úspěchem armádami Dohody na italské a ruské frontě.

Vzdušná torpéda (okřídlené miny, raketové granáty) Ludvíka Očenáška (1915)
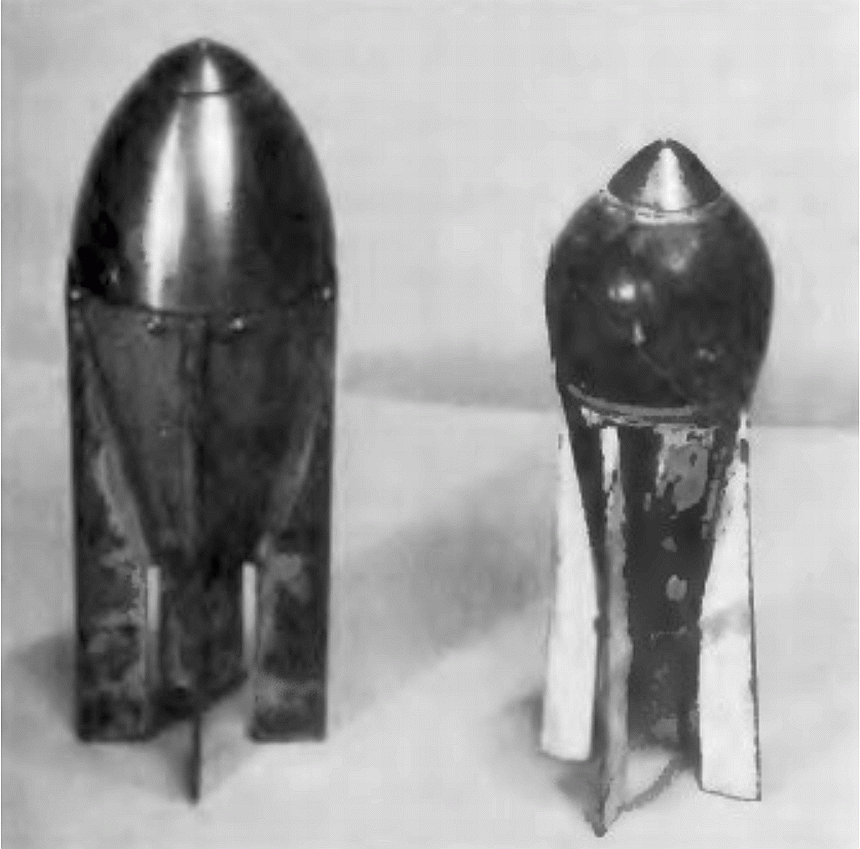
Raketový granát (vzdušné torpédo)
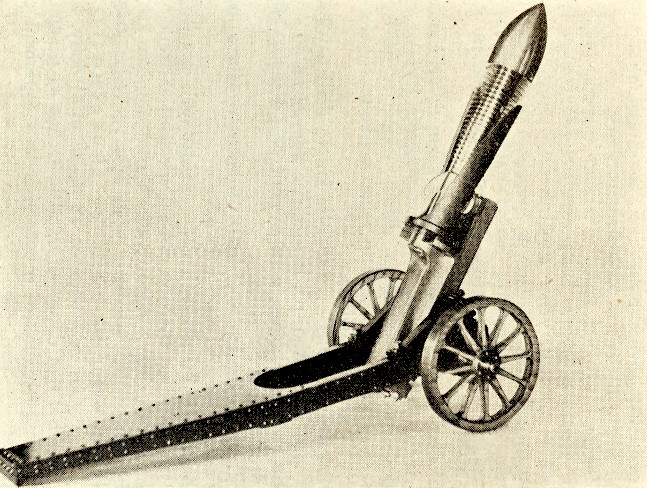
Vrhač vzdušných torpéd
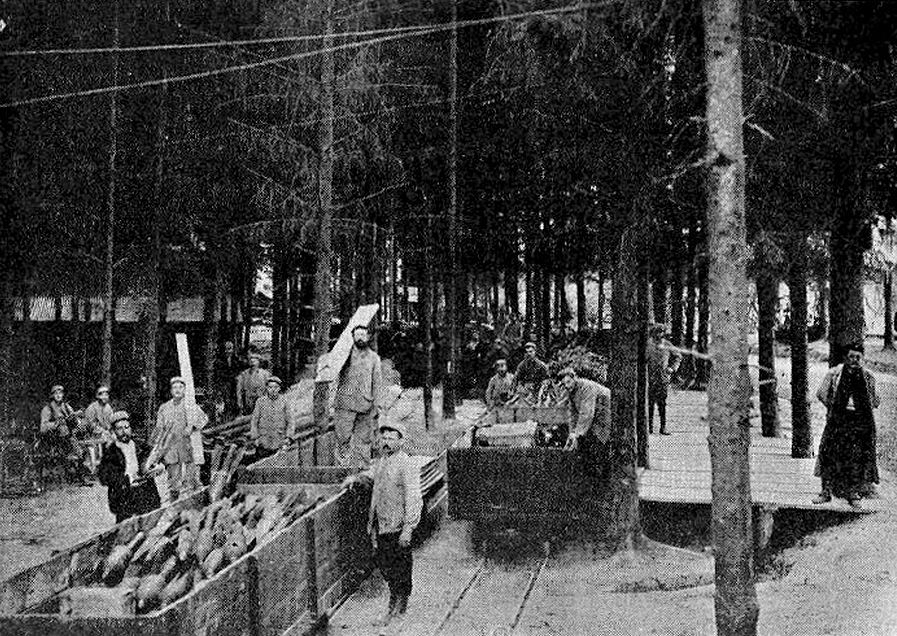
Užití vrhačů vzdušných torpéd na západní frontě

#### Onemocnění tyfem
Vlivem vyčerpání těžkou prací v nemocnici a jako následek nedostatečné výživy onemocněl na jaře 1917 Očenášek tyfem. Jeho oslabený organismus se dostal na pokraj smrti a musel být hospitalizován ve vinohradské nemocnici. Těžký stav ale překonal a napůl vyléčen mohl opustit předčasně nemocnici.
V roce 1917 uvažoval Ludvík Očenášek dokonce o emigraci přes Švýcarsko. Plánoval dostat se do Francie a vstoupit do služeb legií, ale tento svůj záměr nakonec neuskutečnil.

#### Demartinka
Za první světové války se zabýval špionáží a realizoval několik odposlechů přímo na telefonním vedení nepřítele. Na jaře 1918 se mu podařilo objevit tajnou vládní telefonní linku spojující ministerstvo obrany ve Vídni s ministerstvem obrany v Berlíně. V zahradě pražské usedlosti Demartinka zřídil tajnou odposlechovou telefonní stanici, díky níž po zbytek války tuto linku odposlouchával a získané informace předával odbojové organizaci Maffie, usilující pod vedením T.G. Masaryka o zřízení samostatného československého státu.

Demartinka
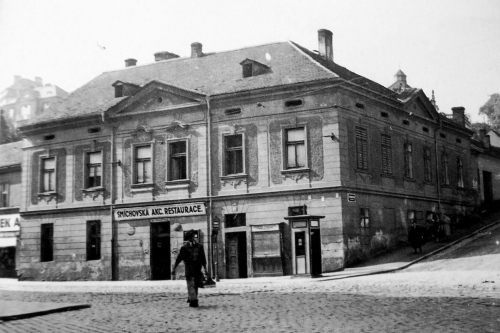
Usedlost Demartinka (kolem roku 1945)
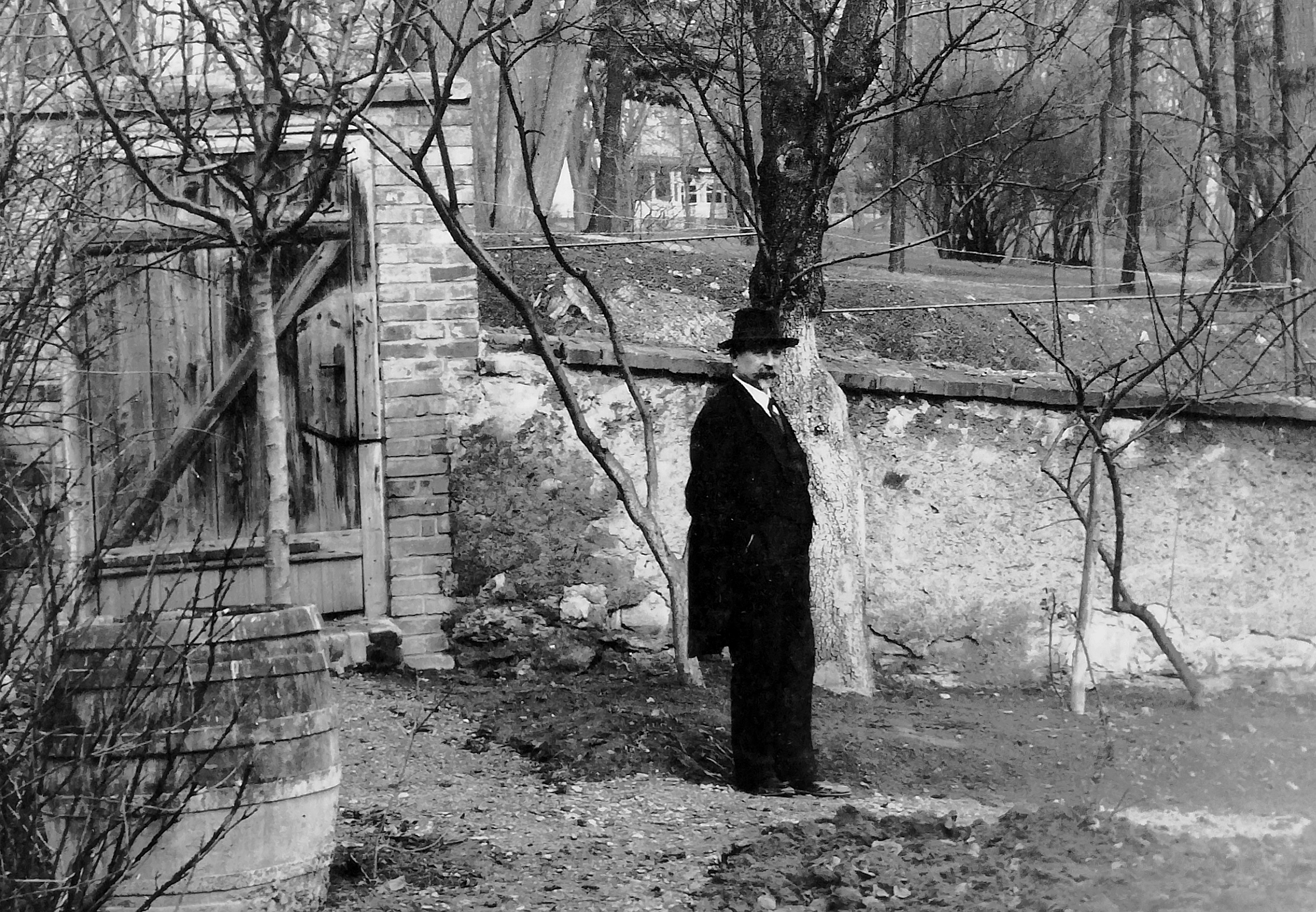
Ludvík Očenášek v zahradě usedlosti Demartinaka (nedatováno)
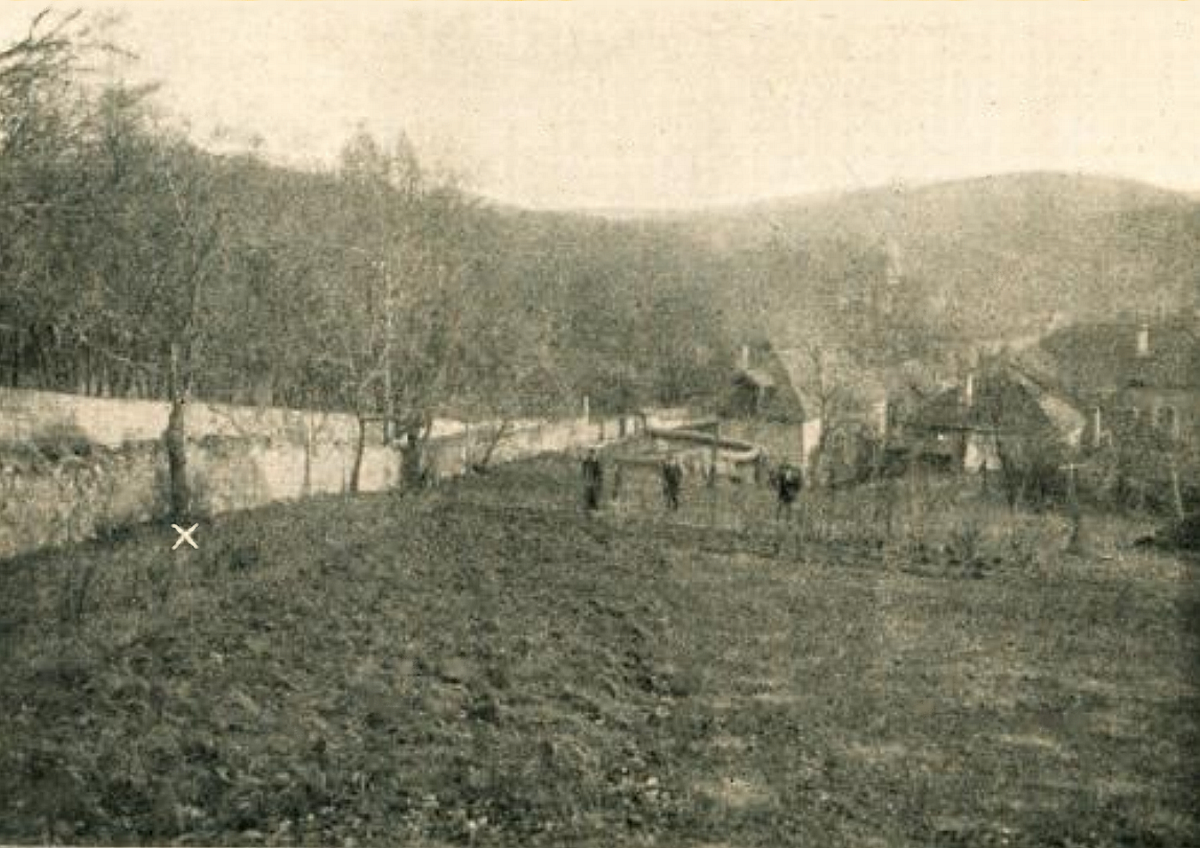
Zahrada Demartinky (rekonstrukce), křížek značí strom – místo napojení na utajenou vojenskou telefonní linku (1919)
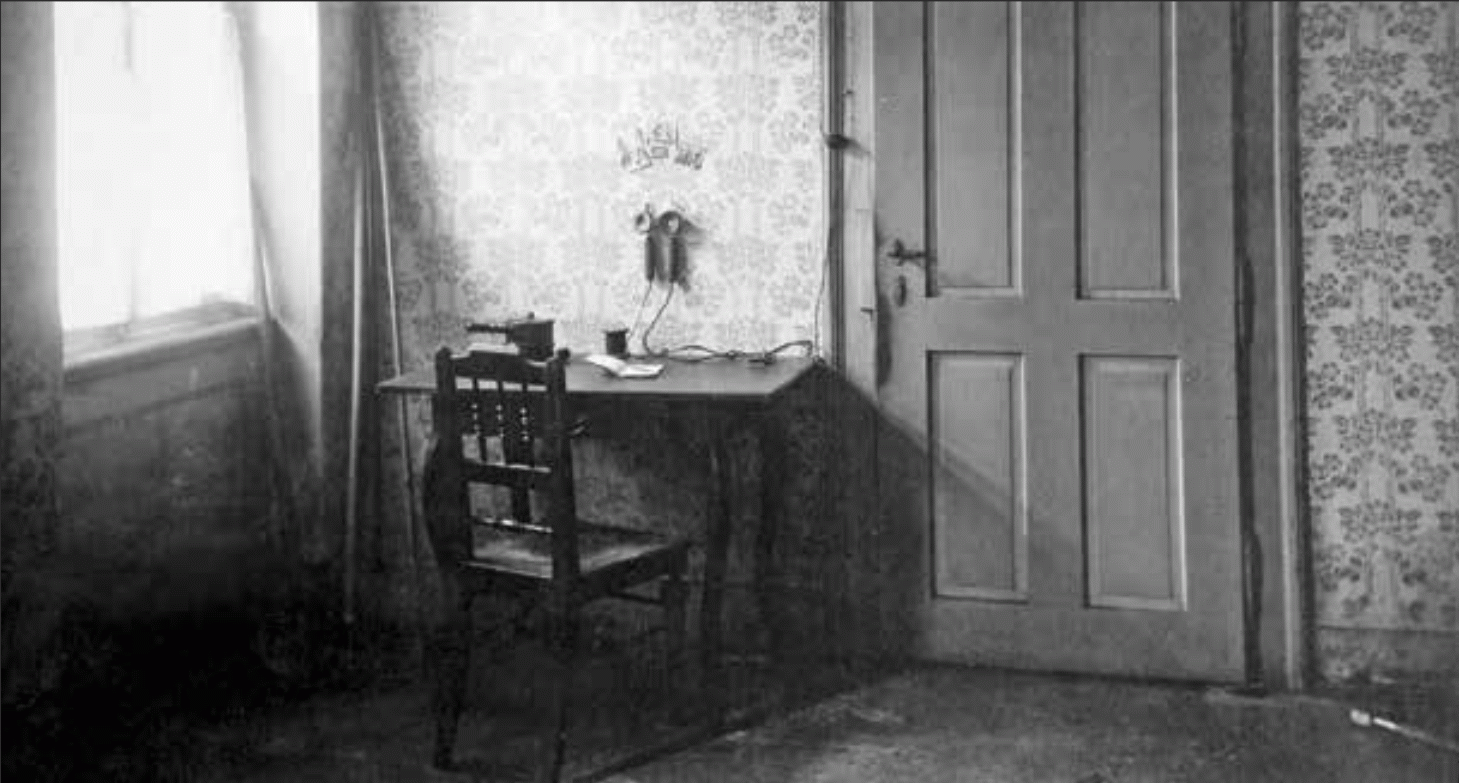
Místnost v zahradním domku usedlosti Demartinka s odposlouchávacím zařízením[8] (1919)
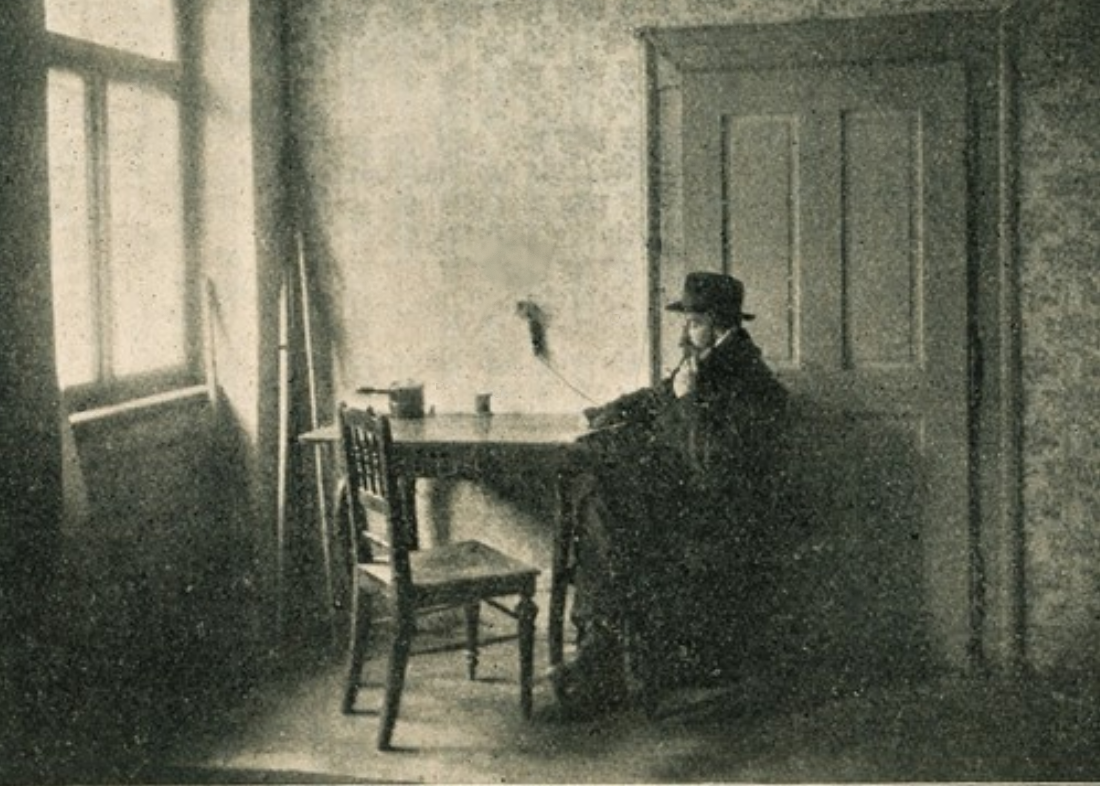
Rekonstrukce odposlechu v zahradním domku usedlosti Demartinka (1919)
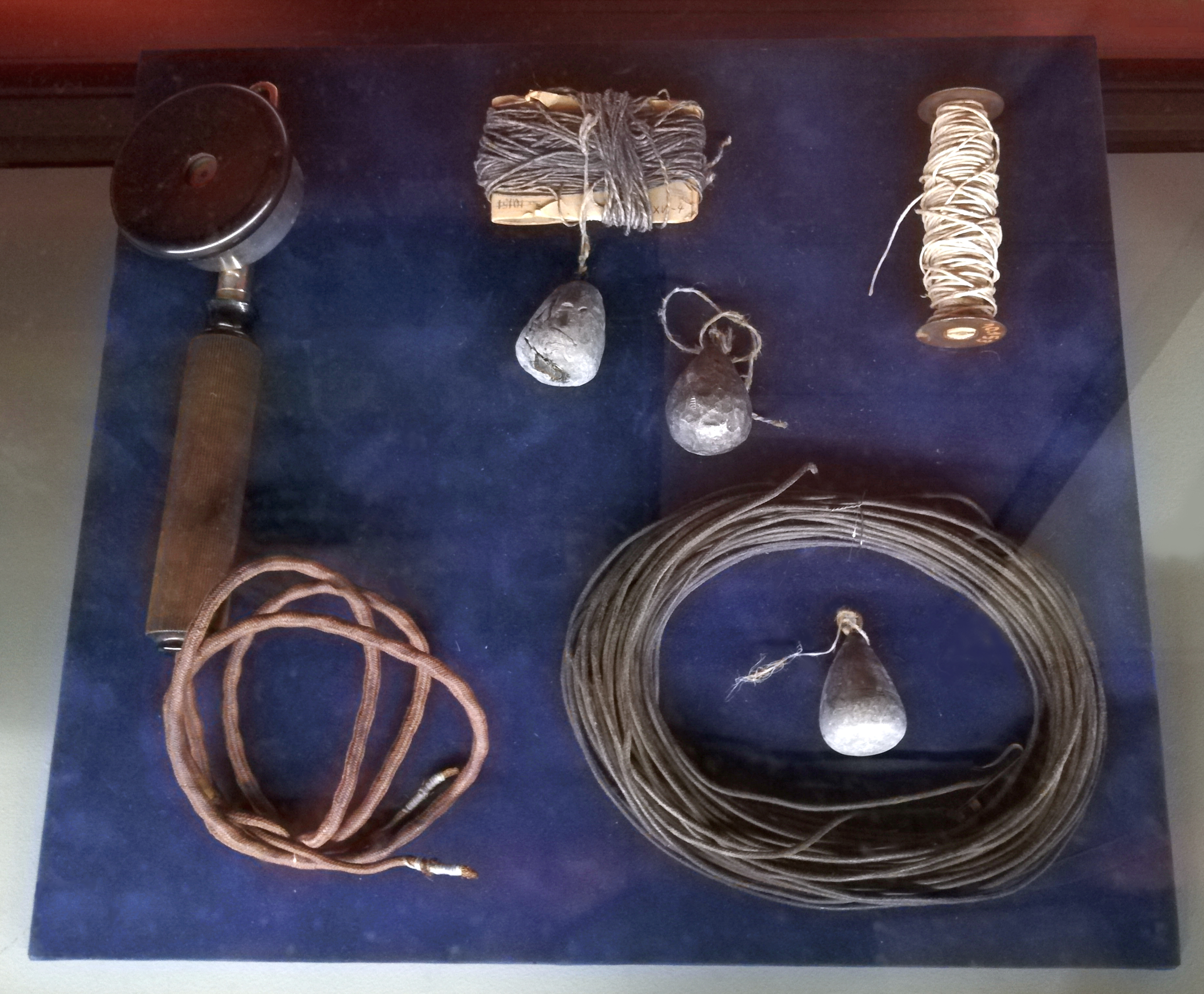
Odposlechové pomůcky pro hledání tajné telefonní linky (1918)

### Mezi světovými válkami
Po skončení první světové války Očenášek po roce 1918 svůj zkrachovalý podnik obnovil, pokračoval v obchodní činnosti a za tím účelem měl pronajaty prostory v Paláci Lucerna na Václavském náměstí v centru Prahy. Očenáškův podnik vybavoval elektrickými lampami a rozvody různé hotely, restaurace či kulečníkové herny. Po celou dobu trvání první československé republiky nezištně (ze svých finančních prostředků) ozvučoval sokolské slety.
Po skončení první světové války v roce 1919 sepsal a vydal vlastním nákladem v Praze v Pražské akciové tiskárně útlý spisek (89 stran) s názvem Na pomoc dohodě - Tajná činnost několika českých vlastenců za války a s podtitulem (Dle líčení br. Ludvíka Očenáška).
V roce 1919 se uskutečnila i rekonstrukce Očenáškových odposlechů tajné vojenské linky v zahradě usedlosti Demartinka, ale film, kde si aktéři zahráli sami sebe, se nedochoval.
Dne 11. listopadu 1925 byl Ludvík Očenášek vyznamenán Československou revoluční medailí. Díky své odbojové činnosti za první světové války v řadách Maffie byl Ludvík Očenášek po celé období první československé republiky občanem velice váženým a jak prezidentem T.G. Masarykem tak i prezidentem dr. Edvardem Benešem byl často zván na Pražský hrad a s oběma prezidenty udržoval blízké a přátelské kontakty.

#### Hermann Julius Oberth
S rozvojem radiotelefonie požádal Očenášek o přidělení koncese ke zřízení a provozu přijímací radiotelefonní stanice pro soukromý poslech. Koncese na rozhlasový přijímač mu byla přidělena 27. března 1925. U Obchodní komory si Očenášek nechal v roce 1926 patentovat krystalový detektor (číslo patentu 15272) a v témže roce (1926) si nechal patentovat u dr. Rajtera přijímací aparát s měnitelnou délkou vln indukční cívkou (číslo patentu 6533/26).
Po první světové válce se Očenášek začal intenzivně zabývat výzkumem raket, který se vyústil v jejich testy prováděnými po roce 1928. Téma raketového (reaktivního) pohonu jej zaujalo především poté, co se Očenášek seznámil s výsledky experimentů severoamerického profesora Roberta Hutchingse Goddarda a německého profesora Hermana Julia Obertha.
V Praze se Očenášek v roce 1929 setkal s německým fyzikem a průkopníkem raketové techniky středoškolským profesorem fyziky a matematiky na gymnáziu v Mediasu Hermannem J. Oberthem. (Hermann Oberth přijel do Prahy na Očenáškovo pozvání.) Profesor Oberth již v roce 1923 publikoval svoje myšlenky v knížce s názvem Raketou do planetárních prostorů (německy: Die Rakete zu den Planetenräumen). Po jejím druhém vydání byla v roce 1927 v Německu založena Společnost pro kosmické lety (německy: VfR–Verien für Raumschiffahrt) a v roce 1929 se profesor Oberth stal jejím členem. Budoucnost raket viděl Očenášek především v poštovnictví k dopravě zásilek na velké vzdálenosti mezi městy, státy ale i kontinenty. (O jeho úspěších informoval i newyorský deník Sun na titulní stránce v článku nazvaném Nejnovější plán – pošta raketami.) Očenášek byl přesvědčen o tom, že let člověka do vesmíru je možný a jeho realizace je jen otázkou několika let.

Očenáškovi přátelé a inspirační zdroje
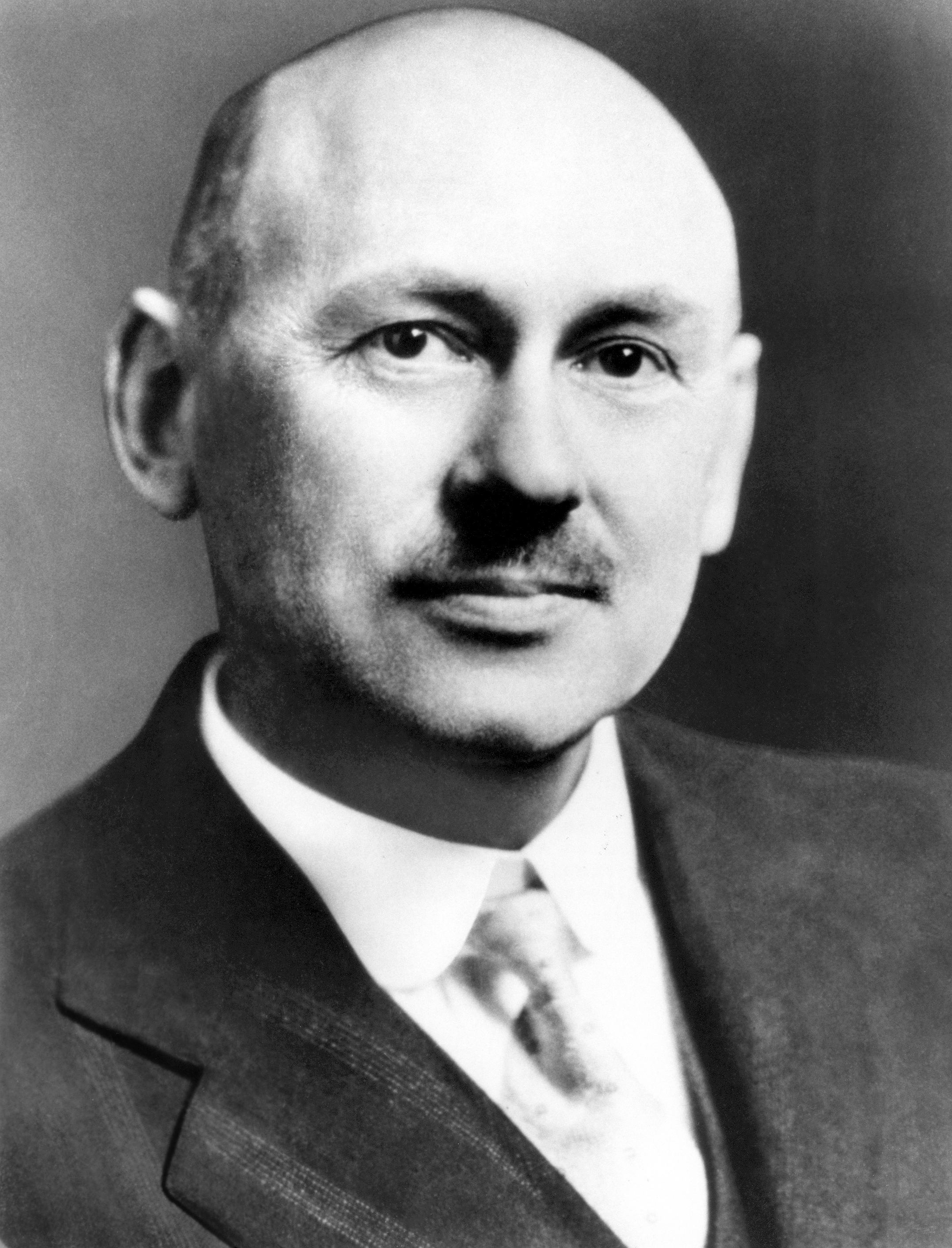
Robert Hutchings Goddard
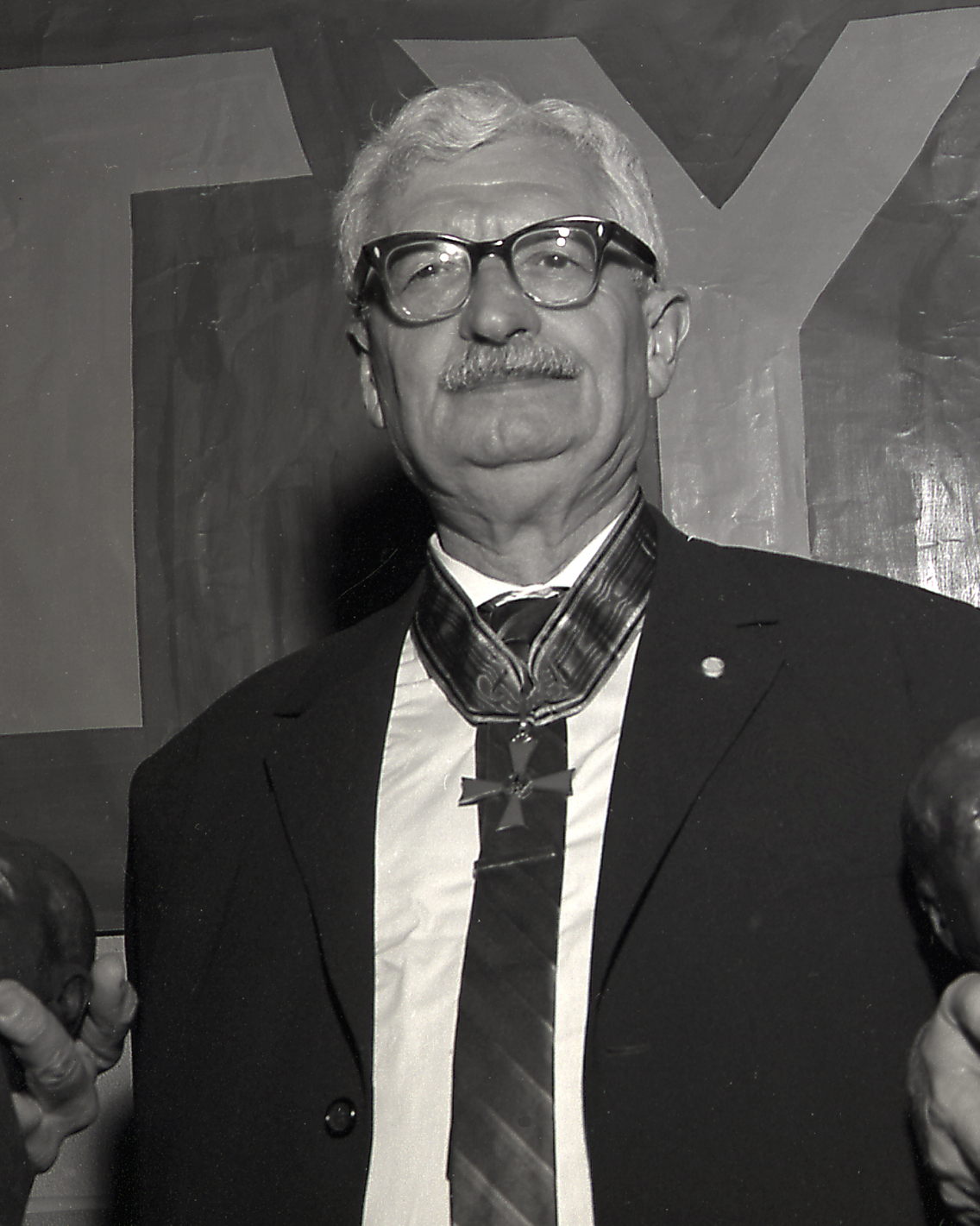
Hermann Julius Oberth
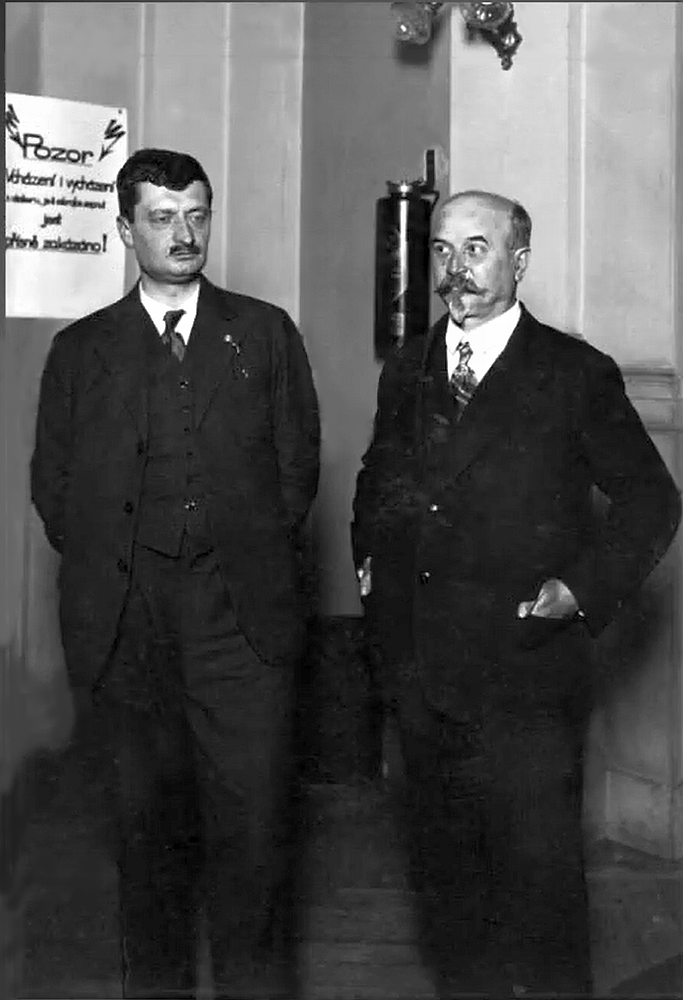
Hermann Julius Oberth a Ludvík Očenášek v Praze v roce 1929

#### Let do vesmíru
Silvestrovské číslo berlínského deníku Berliner Morgenpost na samém konci roku 1929 uveřejnilo rádoby seriózní oznámení o tom, že Ludvík Očenášek se synem ing. Miroslavem hodlají na jaře 1930 vypustit do vesmíru raketové letadlo vlastní konstrukce s lidskou devítičlennou posádkou. Článek vyzněl v tom smyslu, že dva adepty již mají a že hledají další vhodné osoby pro tuto akci. Zprávu stručného znění o téže akci uveřejnil 4. července 1930 dokonce i americký týdeník Time. Některá světová média nepochopila, že jde o žert a zprávu rovněž převzala. Během několika měsíců roku 1930 se Ludvíku Očenáškovi přihlásilo písemně až 140 uchazečů (a z toho asi 7 uchazeček) z celého světa (USA, Německo, Francie, ...) coby adeptů pro let do vesmíru (k měsíci). Aby Očenášek alespoň částečně obhájil tvrzení v článku, uspořádal na konci ledna 1930 několik tajných pokusů s raketami, kde si ověřil, že je schopen rakety vlastní konstrukce skutečně bezpečně odpalovat. (Další sérii pokusů s raketami provedl konstruktér v roce 1938, ale následné finanční problémy Očenáška od dalších pokusů s raketami definitivně odradily.)

#### Experimenty s raketami (1930)
Dne 2. března 1930 otestoval veřejně Ludvík Očenášek v Praze na Bílé Hoře jím vyvinuté jednostupňové i dvoustupňové rakety poháněné pevným palivem, které byly schopny dosáhnout výšky až 1 500 metrů. (První raketa sice dosáhla výšky jen 17 metrů.) Tímto počinem se Ludvík Očenášek zapsal trvale mezi průkopníky raketové techniky nejen v Československu, ale i ve světě. (Ludvik Ocenasek - Czechoslovakia - Inducted in 1978 - Czech Rocket and aircraft pioneer.) Z těchto raketových zkoušek se zachovalo mnoho fotografií a existuje dokonce i filmový materiál.

Očenáškovy experimenty s raketami na tuhé palivo v roce 1930
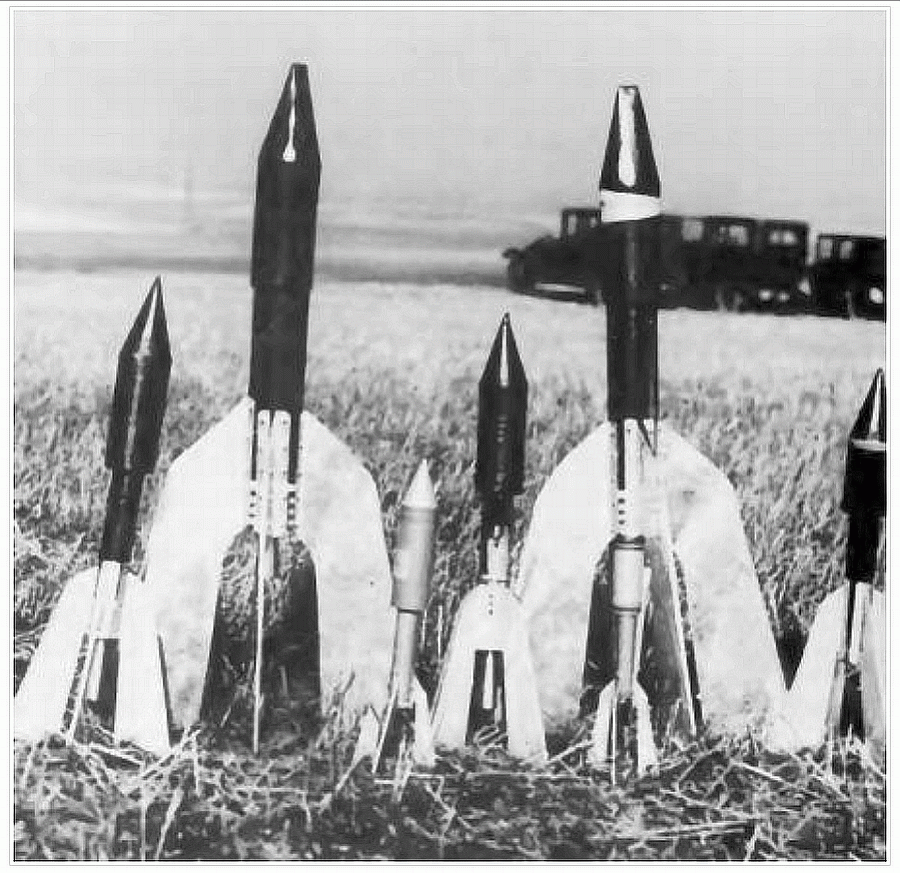
Rakety před zkouškami dne 2. března 1930 v Praze na Bílé hoře
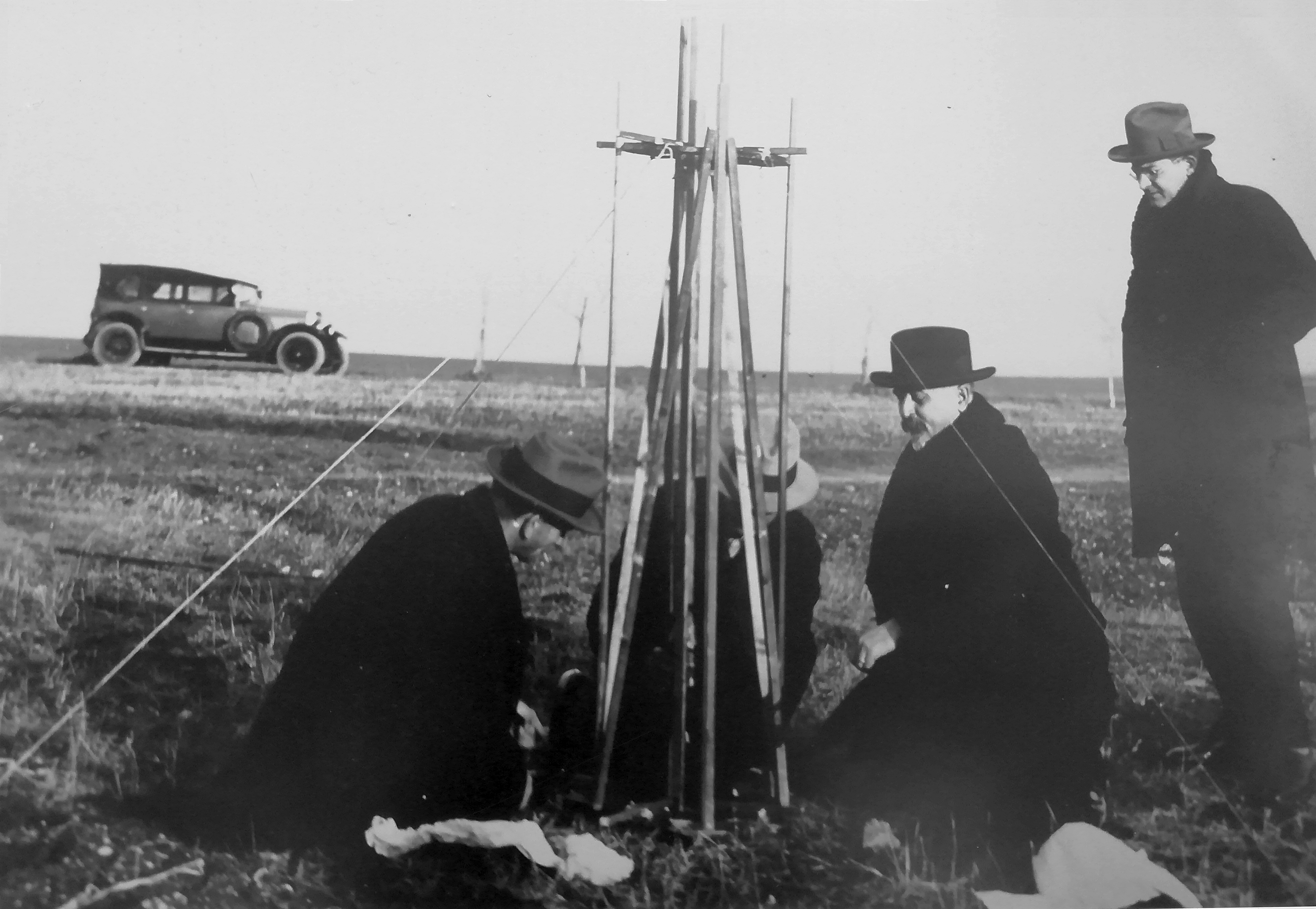
Přípravy k raketovým experimentům
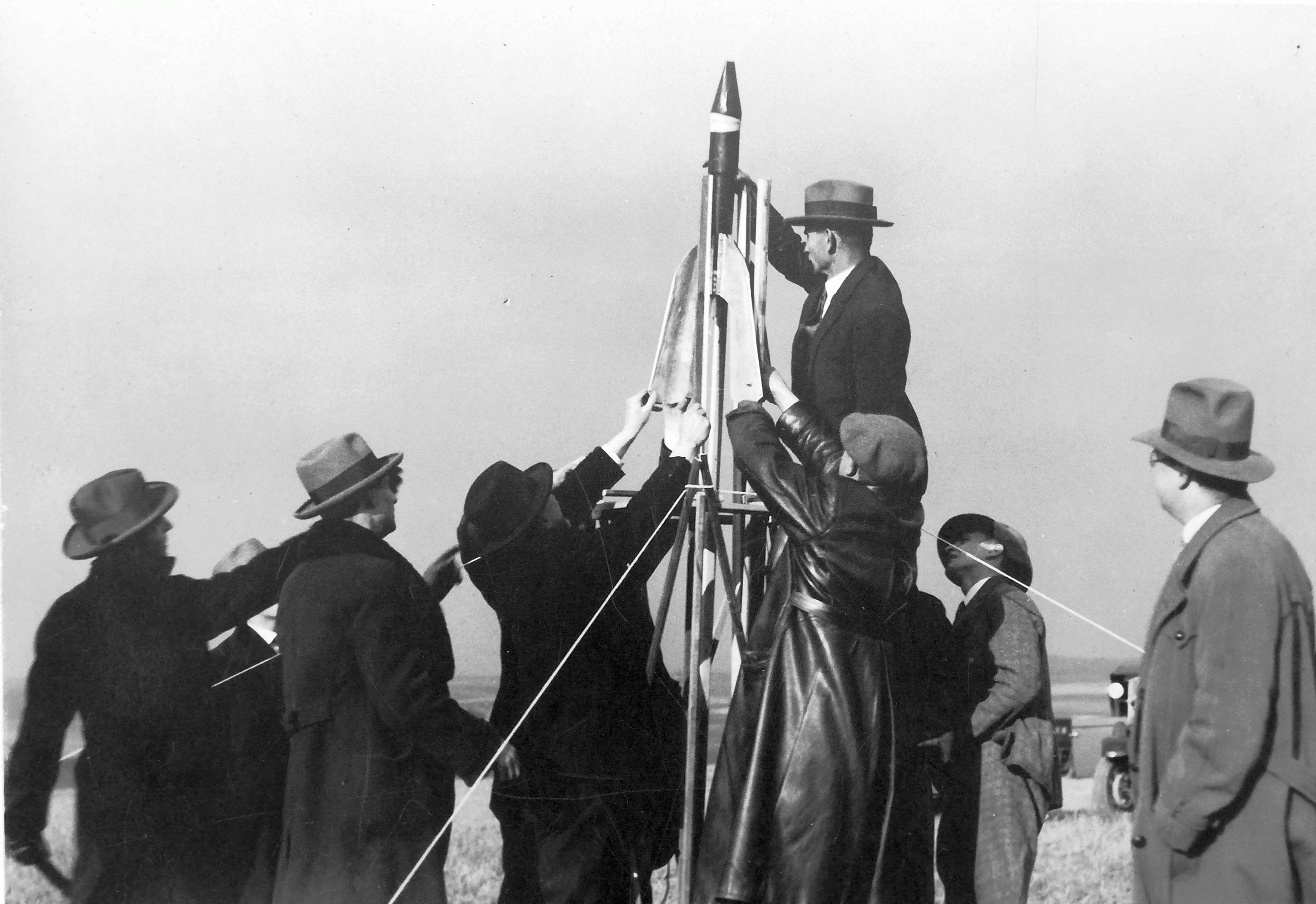
Přípravy na start Očenáškovy rakety
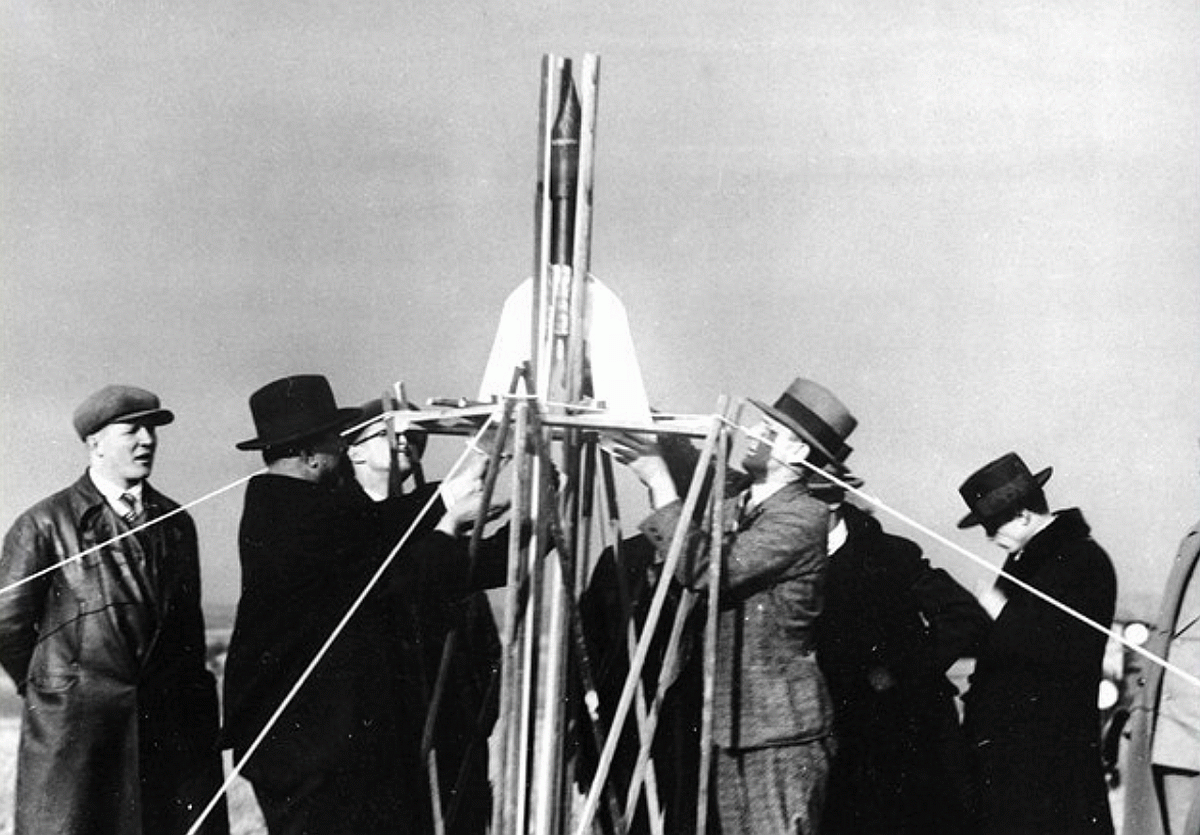
Před startem Očenáškovy rakety

#### Ludvík Očenášek a Tomáš Baťa ml.
S příchodem hospodářské krize 30. let 20. století, která byla odstartována krachem na newyorské burze (24. října 1929) a vlekla se hluboko do 30. let 20. století se Očenáškovi podařilo zkrachovat podruhé. Aby čestně splatil svoje dluhy, musel opustit svobodné podnikání a nechat se zaměstnat.
Na konci roku 1933 přijal Ludvíka Očenáška do své továrny na funkci vedoucího konstruktéra prodejních automatů na boty zlínský podnikatel Tomáš Baťa mladší. Smlouva (datovaná 30. prosince 1933) nebyla pro Očenáška výhodná, neboť podle ní měly být veškeré Očenáškovy konstrukce a vynálezy, uskutečněné ve Zlíně, výhradním vlastnictvím Baťovy firmy. Tomáš Baťa mladší měl hlavně eminentní zájem o Očenáškovy čluny s nízkým ponorem, které hodlal využívat k dopravě zboží po Baťově kanálu, který vodou příliš neoplýval (byl příliš mělký). Navzdory tomu, že Očenášek měl u Bati výhodné platové podmínky, cítil se smlouvou příliš svazován a tak poměrně brzy od Bati odešel, aby se dále mohl věnovat svobodně svým vynálezům.

#### Vodní čluny
Mezi roky 1933 až 1935 experimentoval Očenášek se třemi typy reaktivních vodních člunů na Vltavě. Cílem bylo vyvinout člun bez klasického kormidla, kolesa či lodního šroubu a s minimálním ponorem. Pro pohon člunu vpřed se používalo čerpadlo (nabírající vodu) spojené s dvojicí vodních vysokotlakých paprsků na bocích plavidla směřujících k zádi člunu a vracejících tlakovou vodu zpět do vodní hladiny kolem člunu. Upravenými lopatkami se daly proudy vody z trysek (levá / pravá) směrovat, čímž se člun řídil (zahýbal do stran) a dokonce bylo možno zajistit, že se plavidlo mohlo otočit (a to i spojitě otáčet kolem své vlastní osy) prakticky téměř na místě. Výkonné čerpadlo vody pro pohon člunu bylo hnáno benzinovým nebo naftovým spalovacím motorem. Některé tyto čluny měly ponor jen 15 cm.
Ve snaze právně obejít závazek o výhradním vlastnictví konstrukcí a vynálezů ve prospěch Baťovy firmy, hydrodynamické čluny byly de iure psány na Očenáškova syna Ing. Miroslava Očenáška, který šel v otcových šlépějích. Očenáškův syn Miroslav dostal zakázku od polského námořnictva. To potřebovalo pro neregulované řeky v polském Bělorusku a na Ukrajině hlídkové čluny s hydrodynamickým pohonem. Poláci již měli čluny s hydrodynamickým pohonem od britského konstruktéra, ale tyto jim příliš nevyhovovaly. Miroslav Očenášek tak 4 čluny polského námořnictva na základě otcova principu přestavěl.

Testy hydrodynamických (reaktivních) člunů
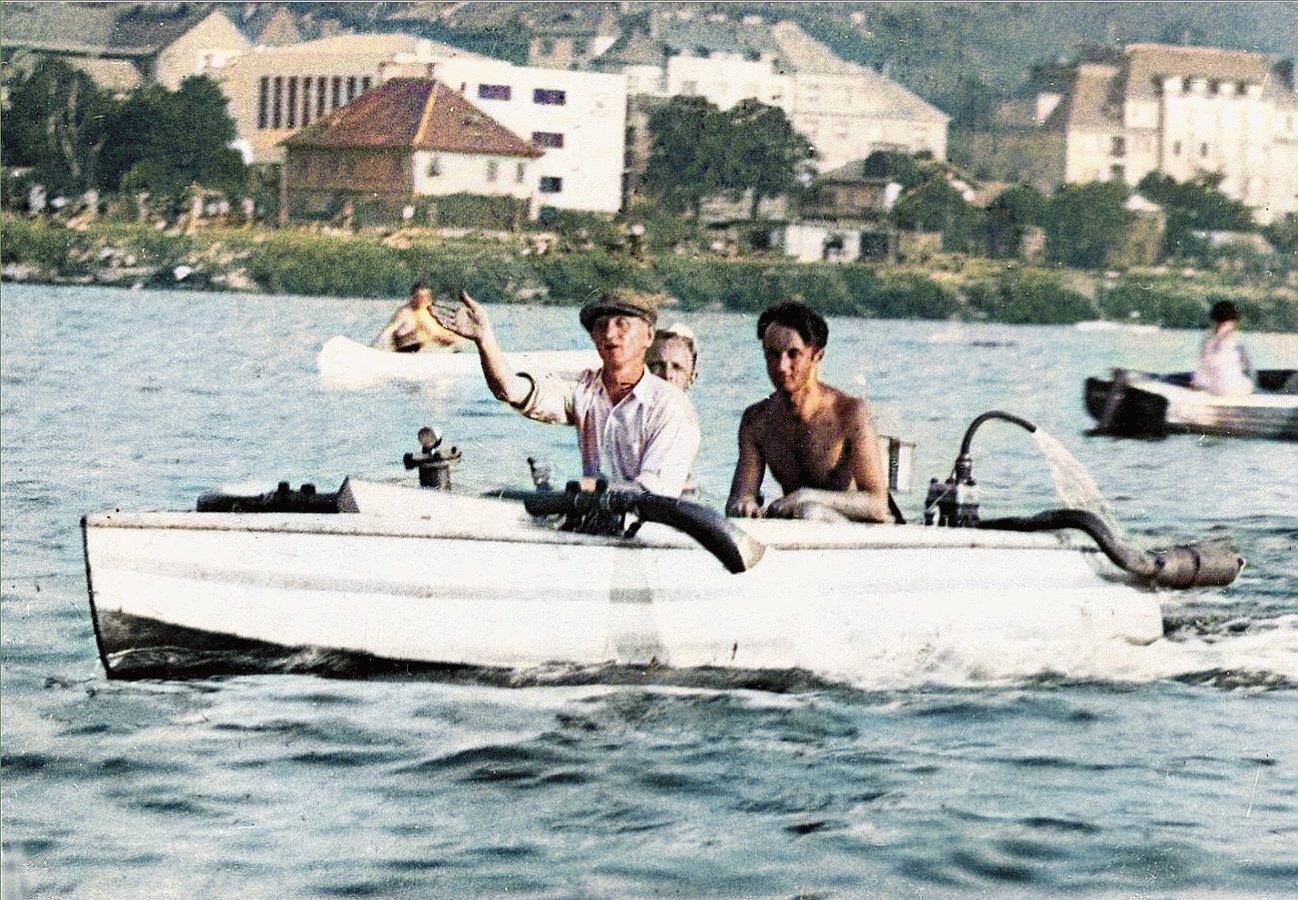
Při testech na Vltavě v Praze na Smíchově v říjnu 1933
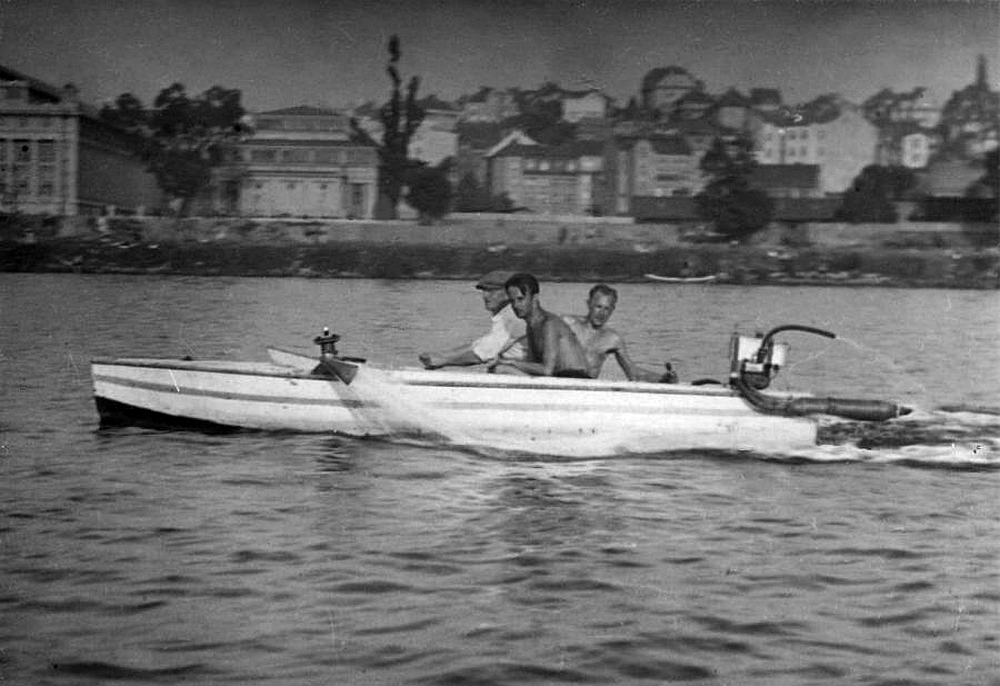
Při testech v Praze na Smíchově na Vltavě 31. října 1933
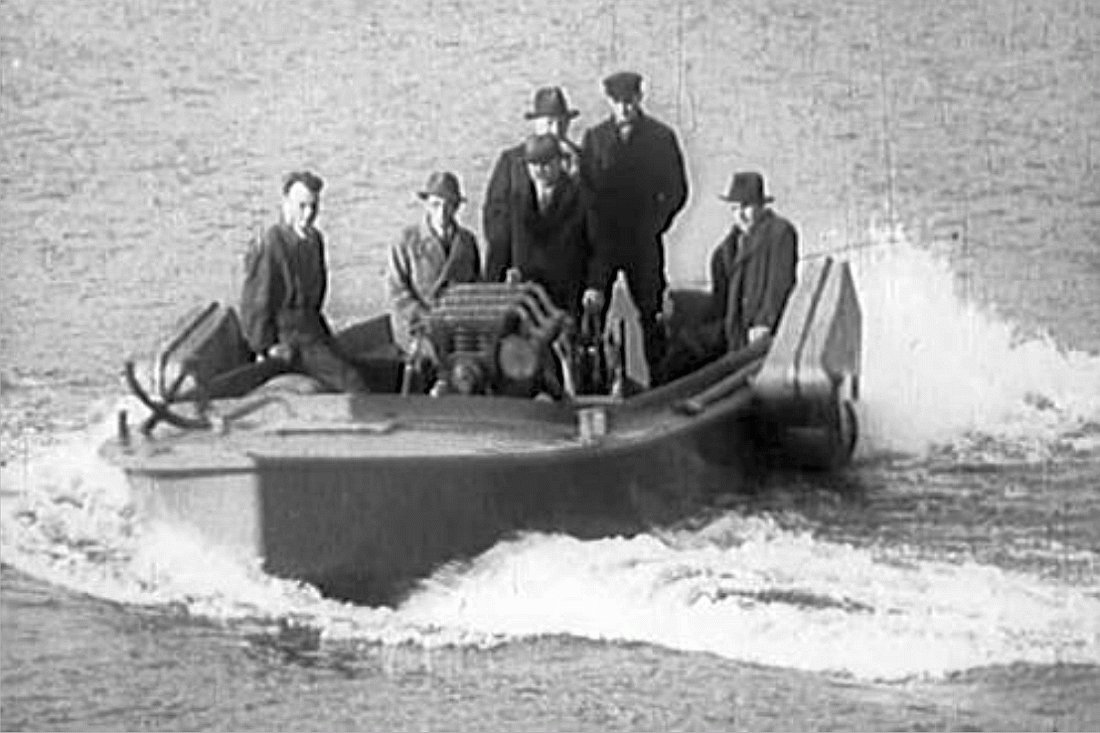
Při zkouškách v letech 1933 až 1935

#### Bezhlučný kulomet
V letech 1934 až 1936 pracoval Očenášek na nástavci pro expanzi plynů, který použil pro tlumiče výstřelů u nehlučné pušky a nehlučného kulometu. Nejspíše pak ve druhé polovině 30. let 20. století ve své továrně dokončil vývoj tzv. „bezhlučného kulometu“ (kulometu s tlumičem). Patent na tlumič pro střelné zbraně (patentový spis číslo 79515) byl Ludvíku Očenáškovi uznán až po jeho smrti a to dne 15. září 1950.

#### Experimenty sraketami (1938)
V roce 1938 během utajených experimentů dosáhl Očenášek se zdokonalenou raketou vlastní konstrukce dálkového doletu 2 500 metrů. Konstrukce Očenáškových raket se vyznačovala velkými plochami stabilizačních křidélek a již tehdy používal padáčky pro bezpečný zpětný návrat rakety na zem po vyhoření paliva a po dosažení maximální vzletové výšky.

#### Podzemní reproduktory („hlasadla“)

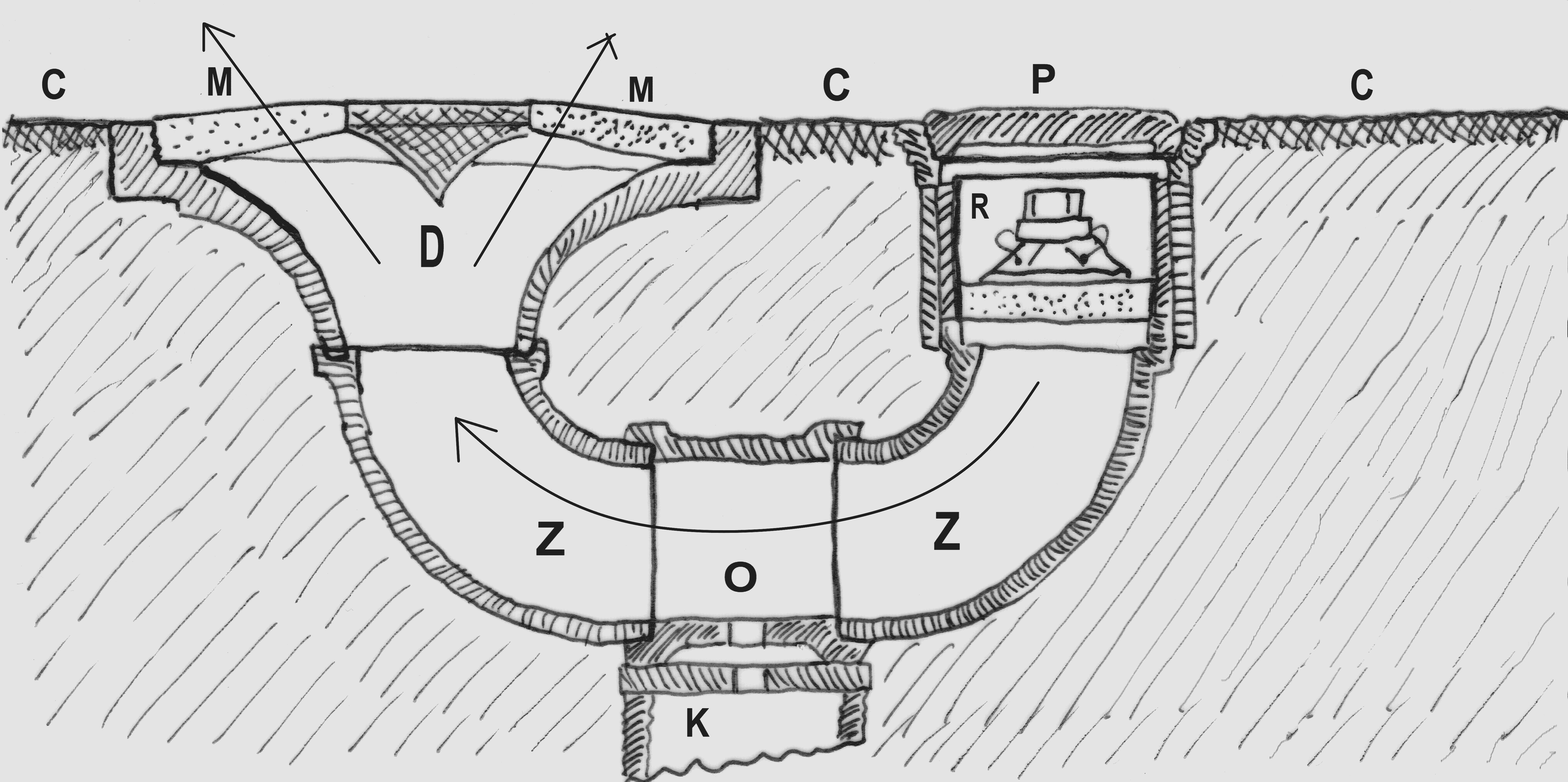
Schematický náčrtek zemního reproduktoru podle návrhu Ludvíka Očenáška

Pro nastávající X. Všesokolský slet (s přízviskem „světový“ a „protiválečný“) v Praze na Strahovském stadionu, který se uskutečnil počátkem července 1938, realizoval Očenášek nápad, jak odstranit časové prodlevy a zpoždění zvuku při ozvučení rozlehlé cvičební plochy. Podle jeho návrhu (z roku 1937) byly zhotoveny speciální (pod) zemní reproduktory. Myšlenku s ozvučením sletiště X. všesokolského sletu v roce 1938 přihlásil Očenášek (na svoji dceru Miladu) dne 28. ledna 1938. Jednalo se o zařízení na stejnoměrné zvukové sycení rozsáhlých ploch tzv. „hlasadly“ (patentový spis číslo 77542).
Ještě před druhou světovou válkou (v roce 1938) údajně pracoval Ludvík Očenášek na raketové zbrani. Některé zdroje hovoří o tom, že se mělo jednat o protitankovou raketu, která se podobala pozdějším sovětským kaťuším. Zbraň byla označována jako TRÚL (Taktické Raketové Útočné Letadlo) a měla to být protiletadlová raketa. Ta se utajeně testovala kdesi u Příbrami a výsledky zkoušek nejsou známy. Zřejmě byla snaha dostat plány na výrobu TRÚLu ilegální cestou odboje k prezidentu dr. Edvardu Benešovi do Velké Británie (do Londýna Beneš odletěl i s chotí 22. října 1938) ještě v roce 1938, ale to se nezdařilo. Plány na TRÚL pak byly údajně zazděny v Očenáškově bytě na Vinohradech poblíž českého rozhlasu po dobu celé druhé světové války. 

### Druhá světová válka
Období druhé světové války prožil Očenášek v anonymitě, neboť byl již znám svými pokusy s raketami a odmítl se podílet na zbrojním programu Třetí říše. (Němci chtěli, aby se spolu s nimi zapojil do konstrukčního vývoje raket.) Německé represivní složky Očenáška v Protektorátu Čechy a Morava sledovaly. O této skutečnosti Očenášek věděl a do odboje se proto nikterak nezapojoval. Přesto vypomáhal svým blízkým přátelům vězněným v nacistických koncentračních táborech.
V letech 1944 až 1945 podporoval Očenášek v Terezíně vězněného kněze P. Vojtěcha Peška T.J.
Během Pražského květnového povstání 1945 se hned 5. května 1945 (ve věku 73 let) účastnil bojů o Smetanku a sokolovnu na Královských Vinohradech. Také se zapojil do obrany budovy Českého rozhlasu proti Němcům na barikádě v ulici, kde bydlel. Dne 8. května 1945 utrpěl těžké zranění střepinami minového granátu.
Dne 8. května 1945 v odpoledních hodinách, při pouličních bojích o rozhlas a při opevňovacích pracích na barikádě poblíž rozhlasu ve Sladkovského ulici před domem č. 12 proti školám „Na Smetance“ a sice zásahem dvou minových granátů vystřelených Němci přes školu „Na Smetance“ do skupiny pracujících na sesílení barikády před domem č. 12 Sladkov. ulici, která měla zabránit průjezdu německých tanků postupujících od pensijního ústavu k rozhlasu. Tímto zásahem bylo usmrceno 11 bojovníků a zraněno zčásti těžce a z části lehčeji na 22 bojovníků ... 
Autor neznámý, 8. květen 1945; Sladkovského ulice; popis pouličního boje během pražského květnového povstání 1945, 
Po dobu téměř tří let ukrýval Očenášek nezištně část cenností podplukovníka československé armády, židovského lékaře MUDr. Mořice Steina vězněného v koncentračním táboře Terezín a po skončení druhé světové války je 30. července 1945 v pořádku předal přeživšímu.
I během druhé světové války Očenášek pracoval. Navázal na konstrukci prodejních automatů na Baťovy boty a upravil je tak, aby realizovaly průmyslové dávkování léků. (Získal na to dokonce i říšský patent.) Po skončení druhé světové války tato zařízení využíval československý farmaceutický průmysl.

### Po druhé světové válce
Po vyléčení se Očenášek dál aktivně věnoval vynalézání. Dne 31. srpna 1945 přihlásil Očenášek (na svoji dceru Miladu) zařízení k odpočítávání a balení tablet a podobných předmětů (patentový spis číslo 84732). Poslední jeho konstrukcí byla série pokusů s padákovým systémem, ale dokumentace se nedochovala.
V závěru svého života byl pronásledován komunistickým režimem, s nímž odmítl spolupracovat. Tím lze vysvětlit fakt, že komunistický režim udělal z Očenáška „neosobnost“, uvrhnul jej do historického zapomnění a jeho zásluhy v I. a II. československém odboji nebyly (pokud možno) nikde a nijak veřejně prezentovány.
V roce 1949 přihlásil na Pražském jarním vzorkovém veletrhu (21. dubna 1949) do soutěže novinek sedm svých návrhů a za následující tři zařízení určené pro farmaceutický průmysl obdržel ceny:
- Stroj k odpočítávání a plnění plochých tablet do rourek;[1]
- Stroj k odpočítávání tablet tvaru čočkovitého a plnění jich do krabiček;[1]
- Krabička na mastě, krémy a podobně. Tuto krabičku dne 29. června 1949 přihlásil Očenášek k patentové ochraně (patentový spis číslo 77879).[1]

Ludvík Očenášek zemřel 10. srpna 1949 ve věku 77 let během svého letního pobytu v obci Dražeň v čísle popisném 14 (statek u Pašků) okres Plzeň-sever. Pohřben byl (po převozu z Dražně do Prahy) dne 13. srpna 1949 na pražských Olšanských hřbitovech (část 7; oddělení 5; hrob číslo 54). Jako příčina úmrtí byl uveden na úmrtním listě infarctus cordis (infarkt myokardu) spojený s apoplexie cordis (prasknutím srdce).

Různé
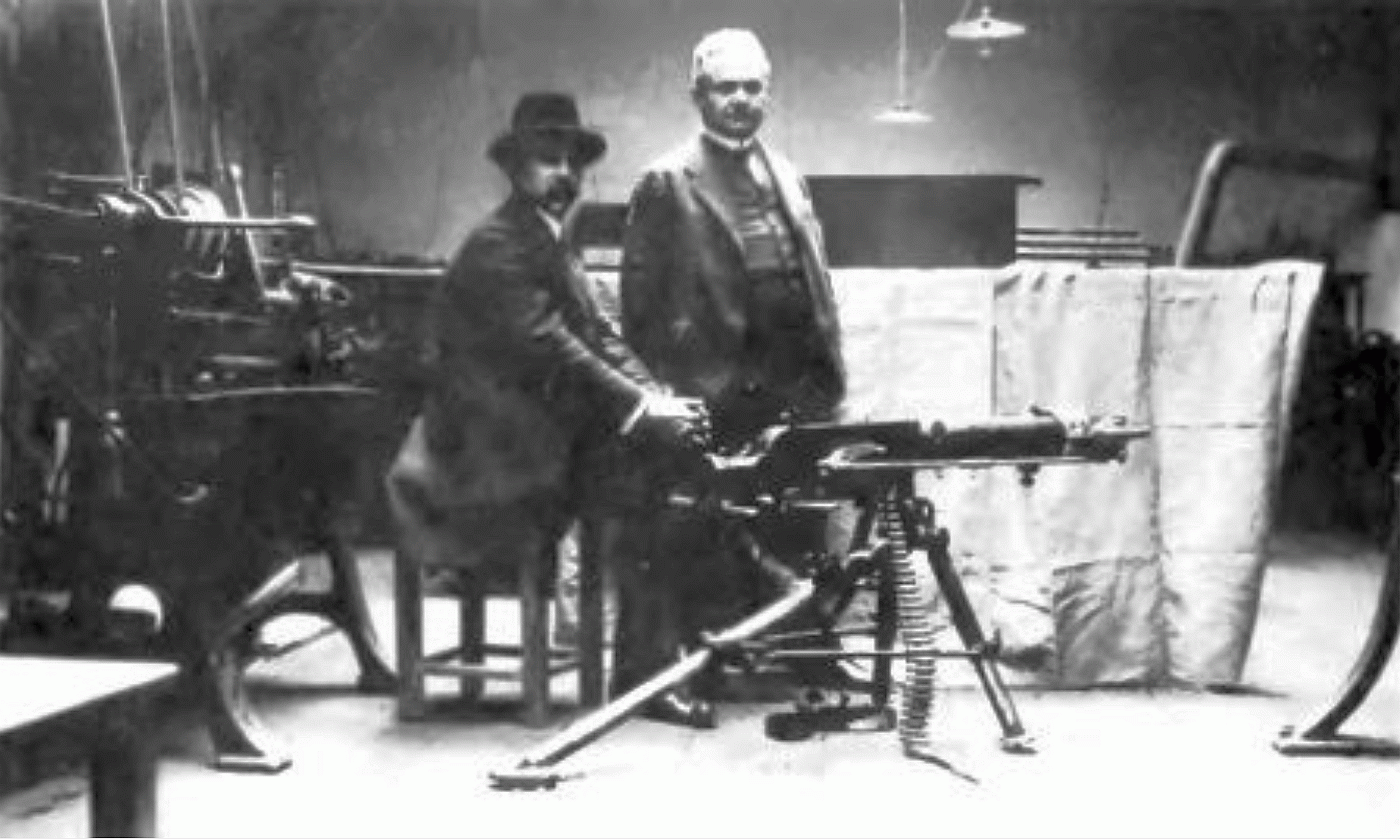
Nehlučný kulomet (asi 2. polovina 30. let 20. století)
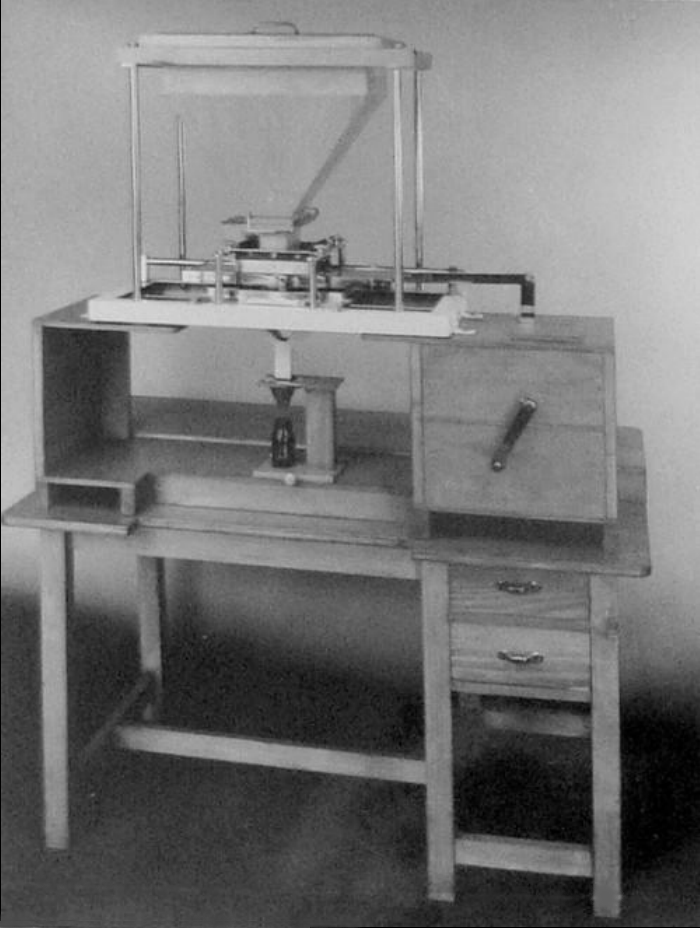
Zařízení k odpočítávání tablet a podobných předmětů (1945)

Ludvík Očenášek jako první zavedl elektřinu v domě v pražské Školské ulici a provedl elektrickou instalaci v divadle Voskovce a Wericha. V roce 1932 vyvinul přístroj pro slepce a hluchoněmé. Zabýval se i problematikou poloautomatických lékárenských vah.
Jeho syn Miroslav Očenášek vystudoval ČVUT, podílel se s Ludvíkem Očenáškem na mnoha experimentech a pokračoval v otcově činnosti. Zemřel šest let po otcově smrti v roce 1955.

### Dovětek
- Osobní fond Ludvíka Očenáška spravuje Archiv Národního muzea. Fond čítá 200 inventárních položek (uložených v sedmi kartonech).
- Více záznamů o jeho činnosti lze nalézt v muzeu raketové techniky v USA, o jeho životě byl natočen výukový film pro střední školy, který obsahuje velké množství dobových materiálů (byl ke zhlédnutí v archivu dnes již zrušeného Středoškolského televizního studia při Střední průmyslové škole Na Třebešíně v Praze).

Ludvík Očenášek v dokumentech
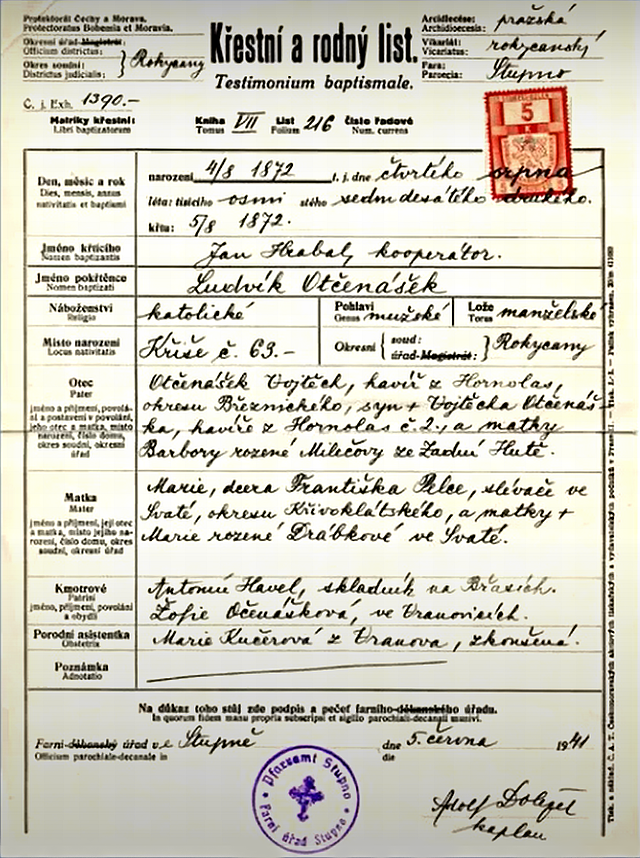
Křestní a rodný list Ludvíka Očenáška
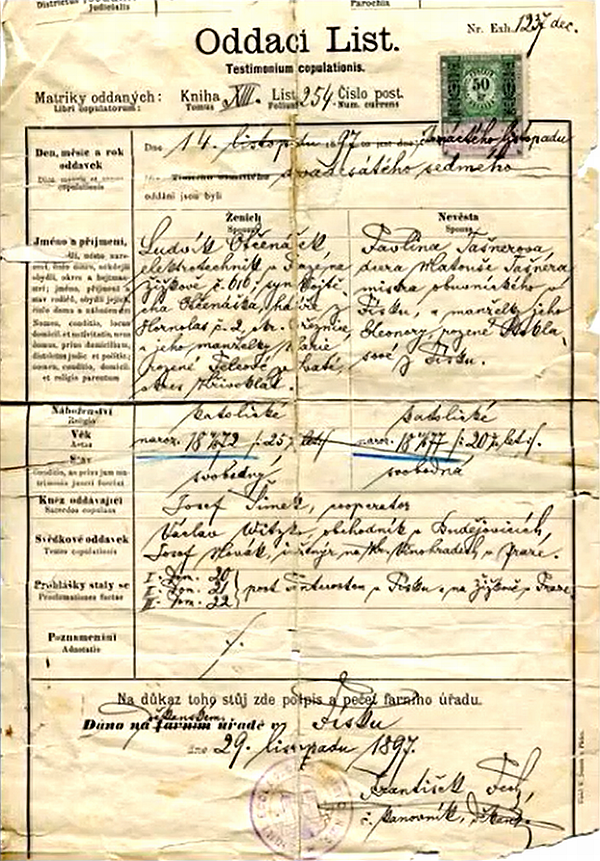
Oddací list Ludvíka Očenáška a Pavlíny Tašnerové
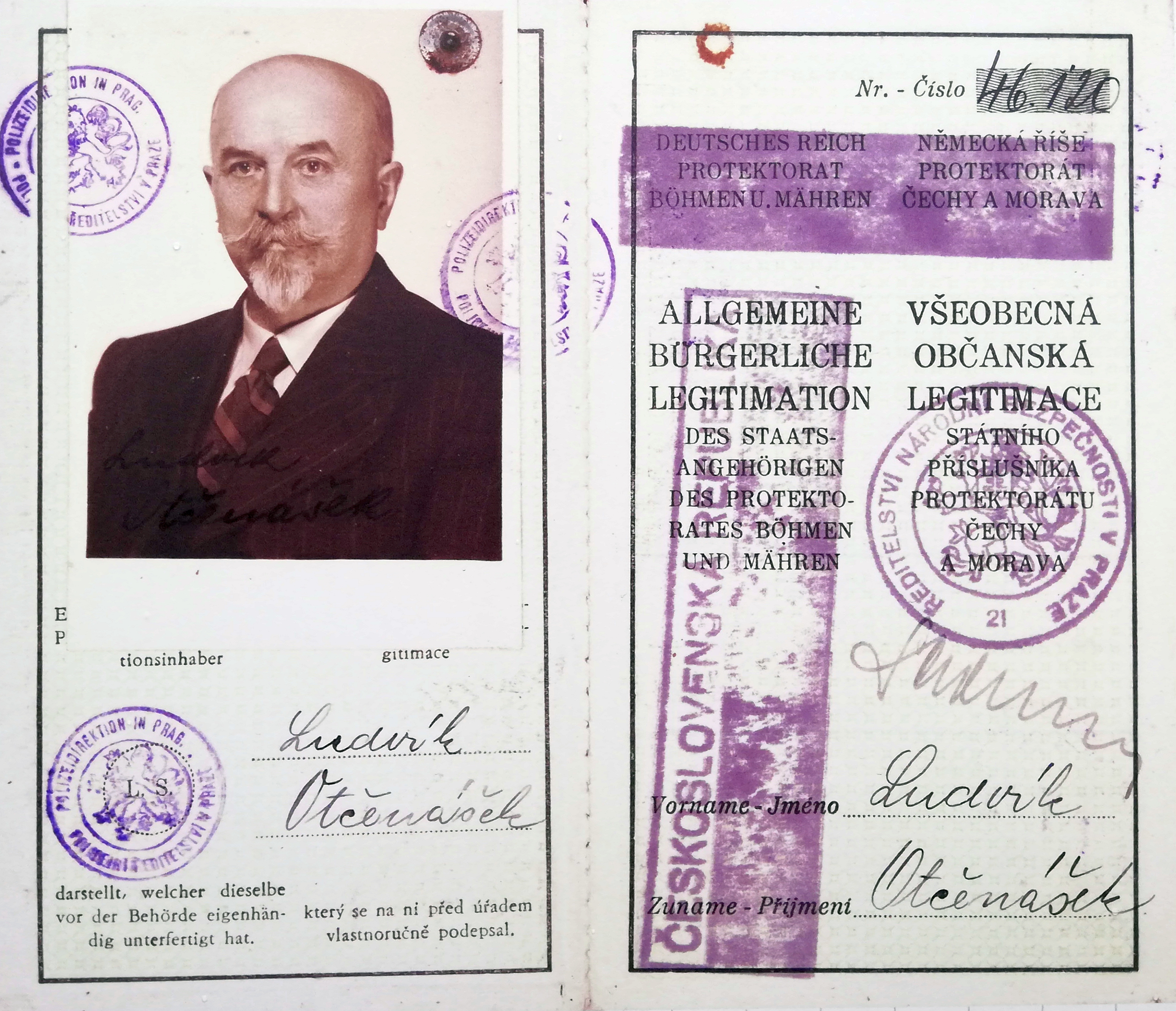
Dvě úvodní stránky ze všeobecné protektorátní legitimace (1939–1945)
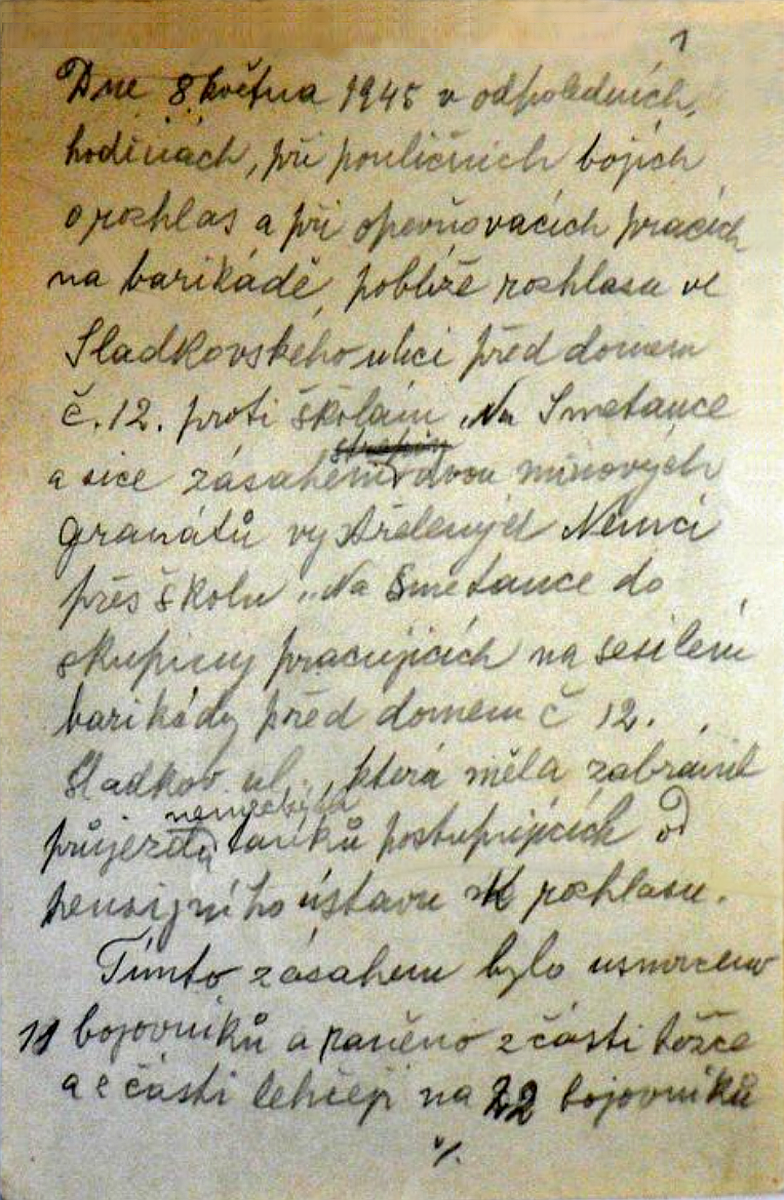
Autentický popis zranění 8. května 1945 při bojích na pražské barikádě
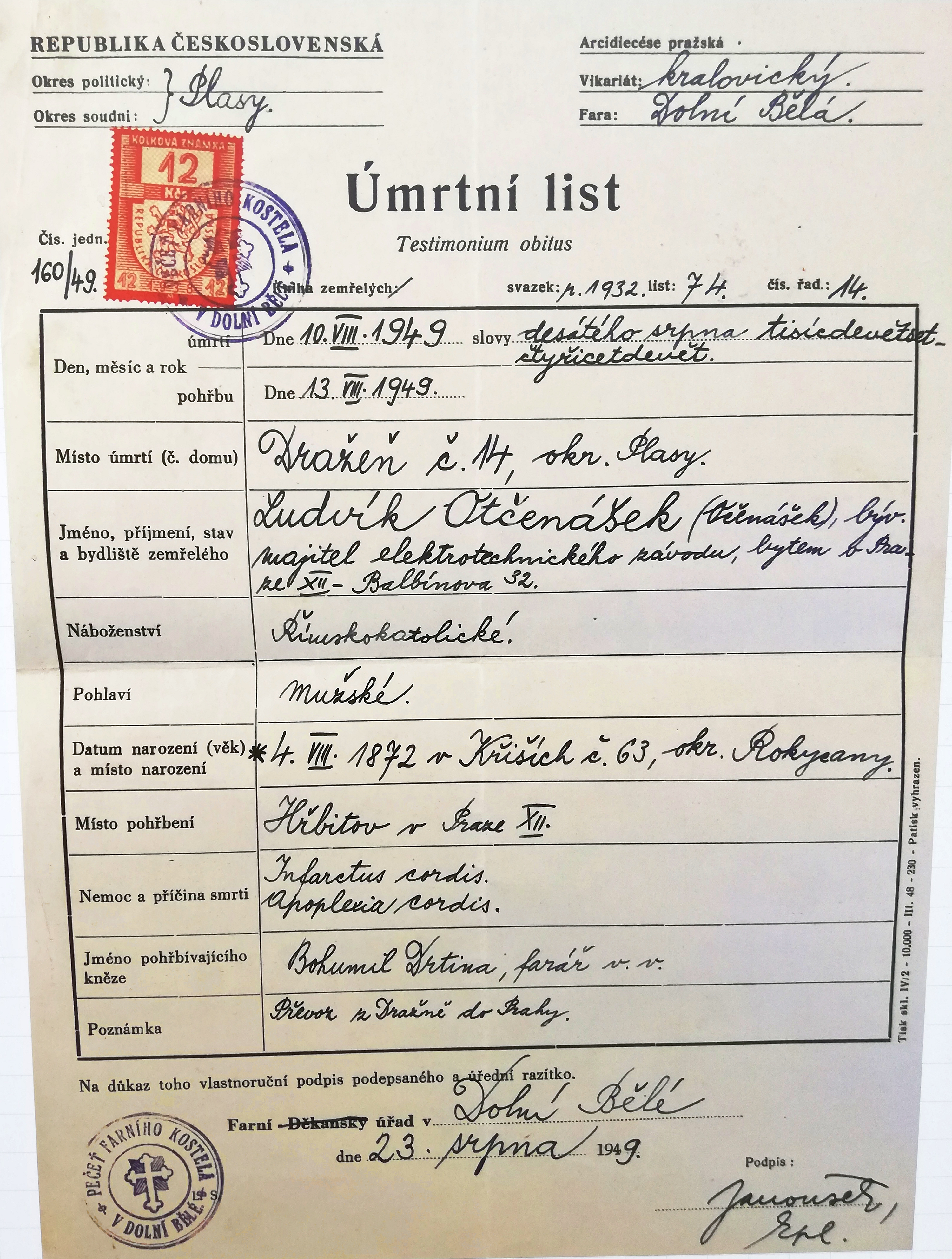
Úmrtní list (1949)
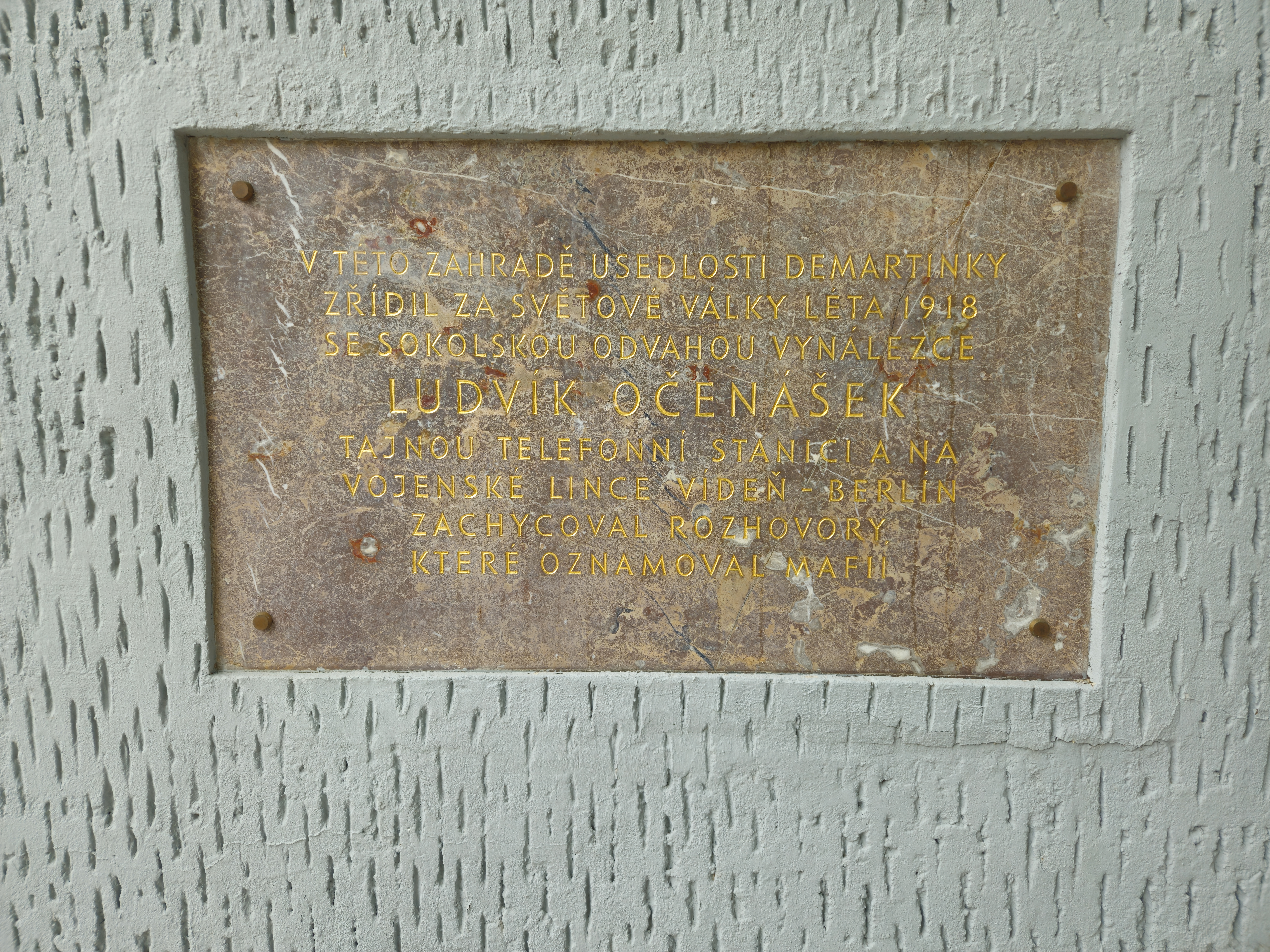
Památník na budově Litevské ambasády (Praha)

## Připomínky (chronologicky)
- Za přítomnosti Ludvíka Očenáška byla na škole v Dolní Bělé odhalena 17. května 1936 pamětní deska s následujícím textem: Tuto školu navštěvoval / Ludvík / Očenášek / zasloužilý člen / národního odboje.[5] V tentýž den byla v Dolní Bělé otevřena stezka Ludvíka Očenáška.[5]

- Usedlost Demartinku a Očenáškovo odvážné počínání připomíná pamětní deska. Původně byla umístěna na sloupu zahrady usedlosti Demartinka, kam ji nechala iniciativně instalovat a slavnostně odhalit dne 27. září 1936 Obec pražská.[20][8] Po zboření Demartinky v roce 1980 byla pamětní deska přemístěna na podezdívku plotu[21] zahradní zdi[20] sousedního domu (Pod Klikovkou 1916/2, Praha 5 Smíchov[22]), který je dnes (2016) sídlem velvyslanectví Litevské republiky.[23][5] Vilu, kde sídlí velvyslanectví Litevské republiky, si nechal vystavět Ludvík Očenášek pro svoji rodinu v dobách, kdy na tom byl finančně dobře, ale musel ji prodat v souvislosti se svými dluhy a bankrotem.[2]

V TÉTO ZAHRADĚ USEDLOSTI DEMARTINKY 
 ZŘÍDIL ZA SVĚTOVÉ VÁLKY LÉTA 1918 
 SE SOKOLSKOU ODVAHOU VYNÁLEZCE 
 LUDVÍK OČENÁŠEK 
 TAJNOU TELEFONNÍ STANICI A NA 
 VOJENSKÉ LINCE VÍDEŇ - BERLÍN 
 ZACHYCOVAL ROZHOVORY, 
 KTERÉ OZNAMOVAL MAFII
pamětní deska
- Druhé slavnostní odhalení pamětní desky na budově školy v Dolní Bělé se uskutečnilo 28. října 1945.[1]

- Místní národní výbor v Dolní Bělé udělil Ludvíku Očenáškovi čestné občanství v březnu 1947.[2]

- V roce 1978 byl Ludvík Očenášek zapsán jako jediný Čech na čestné místo do Mezinárodní vesmírné Síně slávy v Muzeu historie Vesmíru v americkém Novém Mexiku (International Space Hall of Fame at the New Mexico Museum of Space History, USA), kde je jeho osobě věnován panel: L. Ocenasek - Czech Rocket and Airplane Pioneer.[5] Je také zapsán ve Washingtonu.

- Od 26. srpna 2000 nese jeho jméno planetka s katalogovým číslem 61404.[24] Planetku objevili astronomové Petr Pravec a Peter Kušnirák z AÚ AV ČR na observatoři v Ondřejově a původně (předběžně) ji označili „2000 QM9“. Později byla v lednu 2005 tato planetka přejmenována na „61404 Ocenasek“ (Main-belt Asteroid 61404 Ocenasek)[5] Planetka provede jeden oběh Slunce za 4,4850 roku a její vzdálenost od Slunce variuje od 309 088 000 až do 504 602 000 km.[1] Dráha planetky udržuje sklon vůči ekliptice 6,6°.[1]

- 28. září 2008 se uskutečnilo slavnostní otevření 13 informačních tabulí na stezce Ludvíka Očenáška u hájovny Lipovka v Lomanech.[5]

- 20. května 2009 byla odhalena pamětní deska Ludvíka Očenáška v místě Očenáškova úmrtí (obec Dražeň) k připomenutí 60 let od jeho úmrtí.[5]

- Klub filatelistů ve Vysokém Mýtě uspořádal v sobotu 23. května 2009 na místním letišti starty modelů raket s tzv. raketovými zásilkami. Vypouštěné modelářské rakety s délkou téměř 200 cm nesly celkem 280 dopisů. Když raketa dosáhla výšky asi 800 metrů rozdělila se na dvě části (obě se snášely k zemi na samostatném padáku). Jedna z částí rakety obsahovala návratové pouzdro s poštovními zásilkami, které pak byly odeslány „klasickou poštou“ jen s označením „raketová pošta“. První start rakety (ve 14.00 hodin) byl připomínkou 60. výročí úmrtí Ludvíka Očenáška, druhý start rakety (v 15.00 hodin) se zásilkami byl věnován vzpomínce na kosmonauta Vladimíra Remka.[1]

- Dne 9. srpna 2009 se v Dolní Bělé uskutečnila vzpomínková akce k 60. výročí úmrtí Ludvíka Očenáška.[5]

- Naučná stezka Ludvíka Očenáška byla otevřena 9. srpna 2009, obsahuje celkem 15 zastavení (u 1. a 13. zastavení jsou úvodní tabule, + 2 odbočky Černá jáma a Dražeň) a je dlouhá 13 kilometrů a je značena zelenou turistickou značkou.[25]

- Česká pošta vydala 10. srpna 2009 poštovní známku a příležitostné razítko k 60. výročí úmrtí Ludvíka Očenáška.[1]

- Od roku 2012 je po něm pojmenována základní škola v Dolní Bělé, do níž Očenášek chodil. V té době se však škola nacházela v místě dnešního obecního úřadu, nesoucího dnes pamětní desku s Očenáškovým jménem. Škola byla na ZŠ a MŠ Ludvíka Očenáška přejmenována k výročí od 60 let jejího založení a 140 let od narození Očenáška.

- V sobotu 4. srpna 2018 byl slavnostně odhalen na návsi za kapličkou svaté Barbory a svatého Floriána v rodných Kříších na Rokycansku pomník Ludvíku Očenáškovi.

- Ke 150. výročí od narození Ludvíka Očenáška uspořádala v roce 2022 MČ Praha 5 mezigenerační projekt „Očenášek“ věnovaný připomenutí života a díla této osobnosti. Projektu se účastnili žáci několika základních a středních škol v teritoriu Prahy 5 ve spolupráci s vybranými seniory a za podpory litevské ambasády sídlící v pražské ulici U Dematrinky. Postupně se do projektu zapojily další instituce: Archiv Národního muzea, Česká obec sokolská, Česká genealogická společnost, občanské sdružení Přeskopec, Vojenský historický ústav Praha (sbírky moderních palných zbraní, kde se nachází nákresy a patent Očenáškova tlumiče). Výsledkem projektu se stalo několik ucelených prací a komiksů s tématy ze života Ludvíka Očenáška prezentovaných mimo jiné formou putovní panelové výstavy.[26][27]

## Galerie

Různé
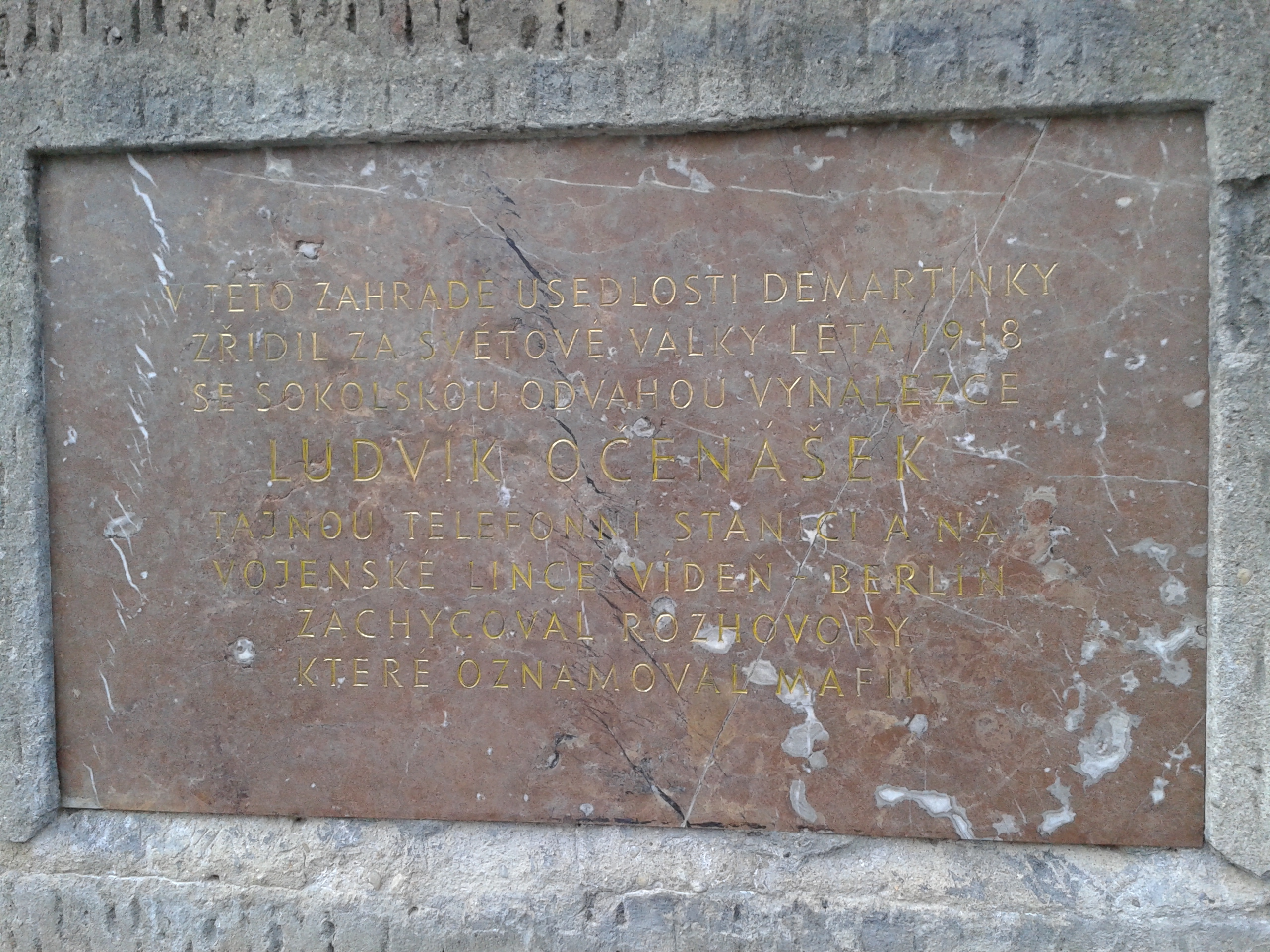
Pamětní deska na zdi zahrady velvyslanectví Litevské republiky (2015)
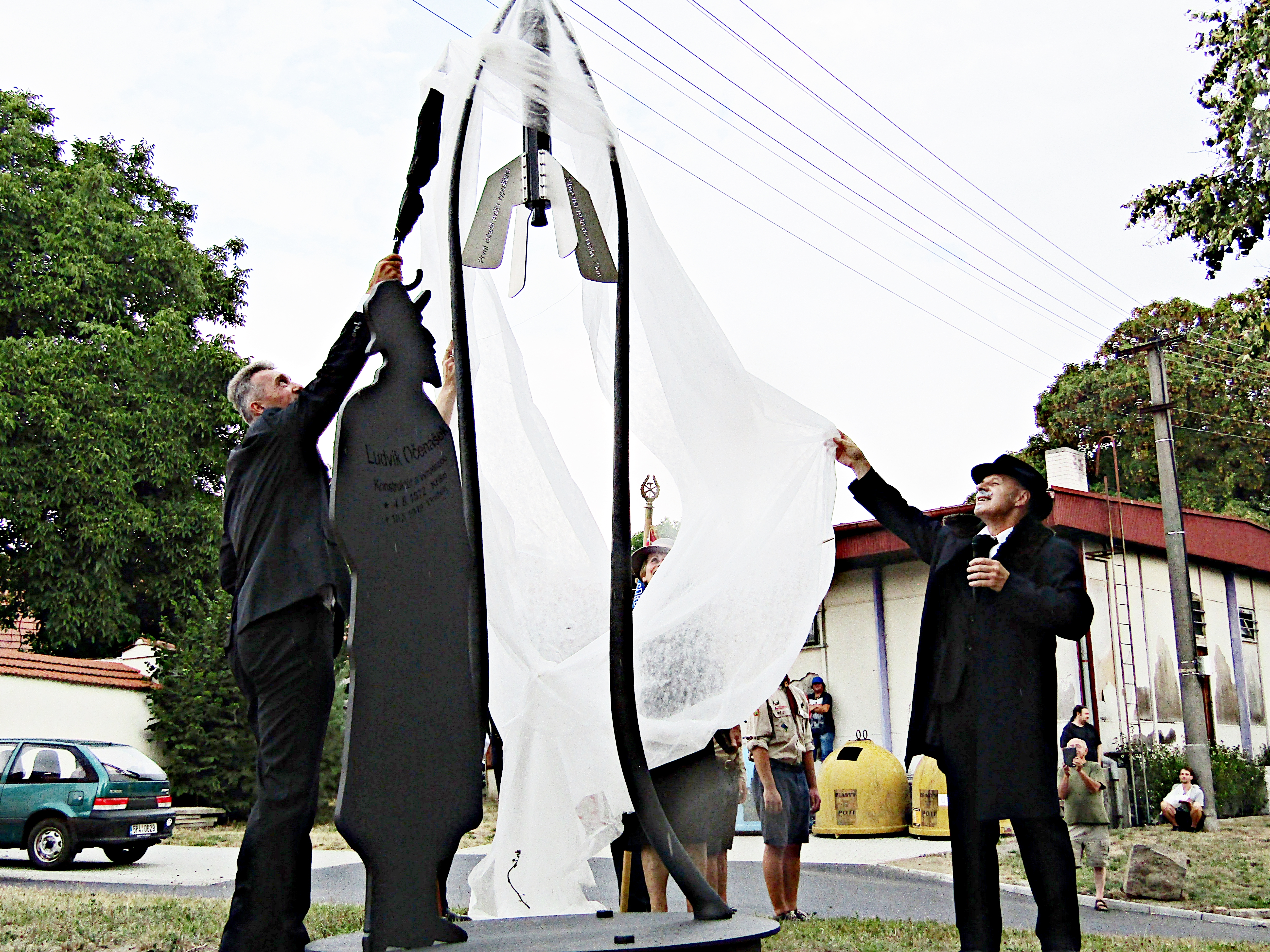
Odhalení pomníku v Kříších na Rokycansku (2018)
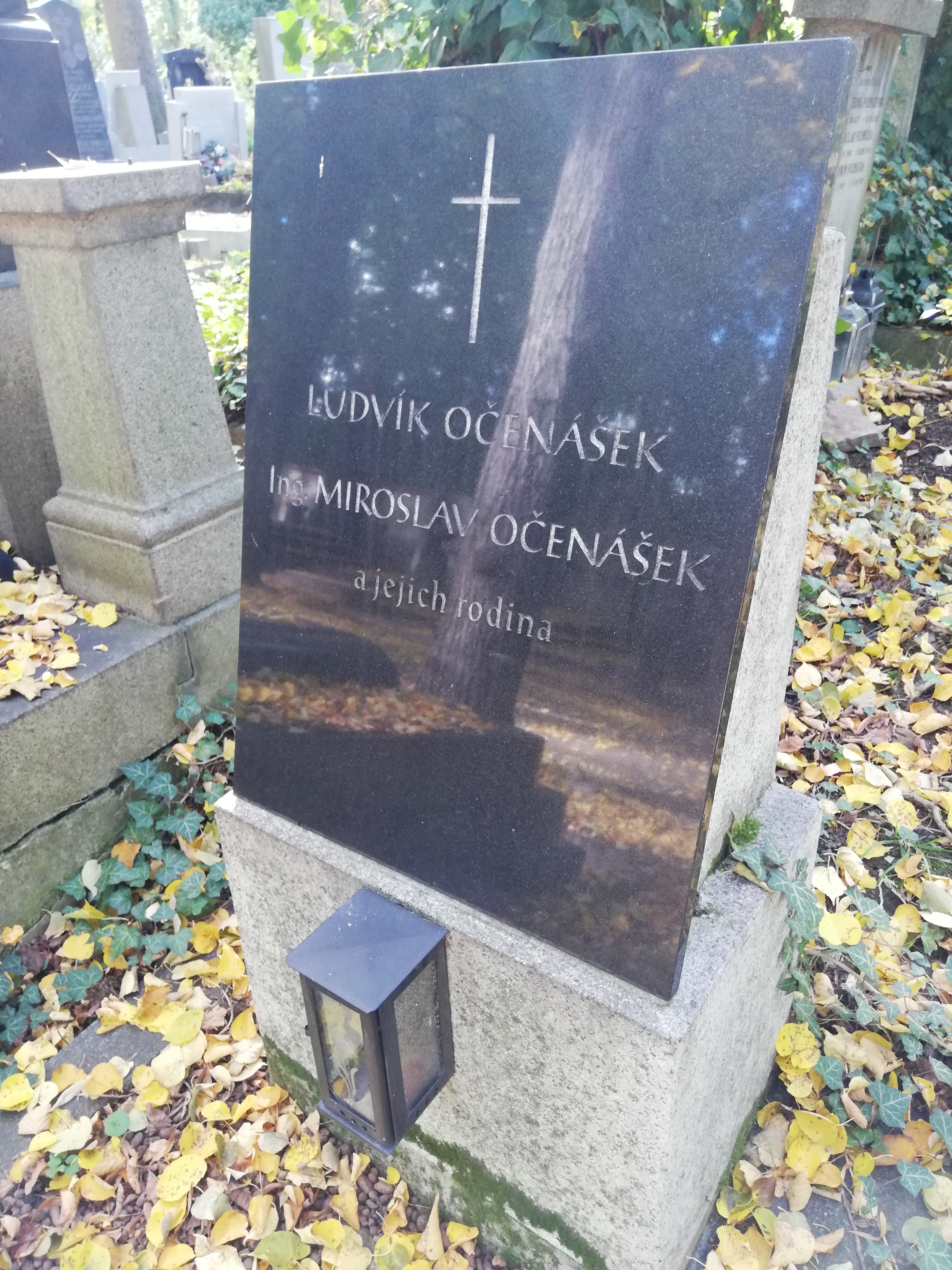
Rodinný hrob na Olšanských hřbitovech v Praze (2022)
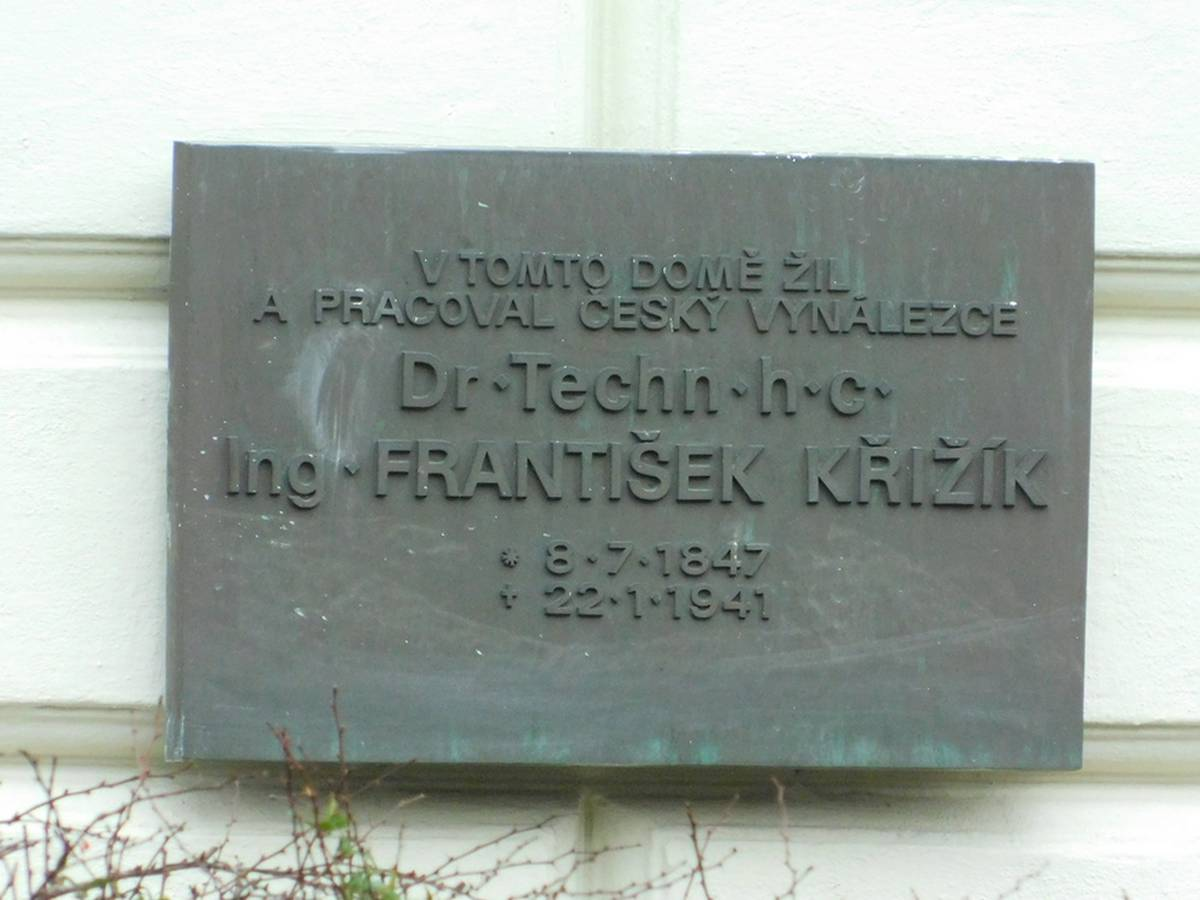
Pamětní deska Františka Křižíka
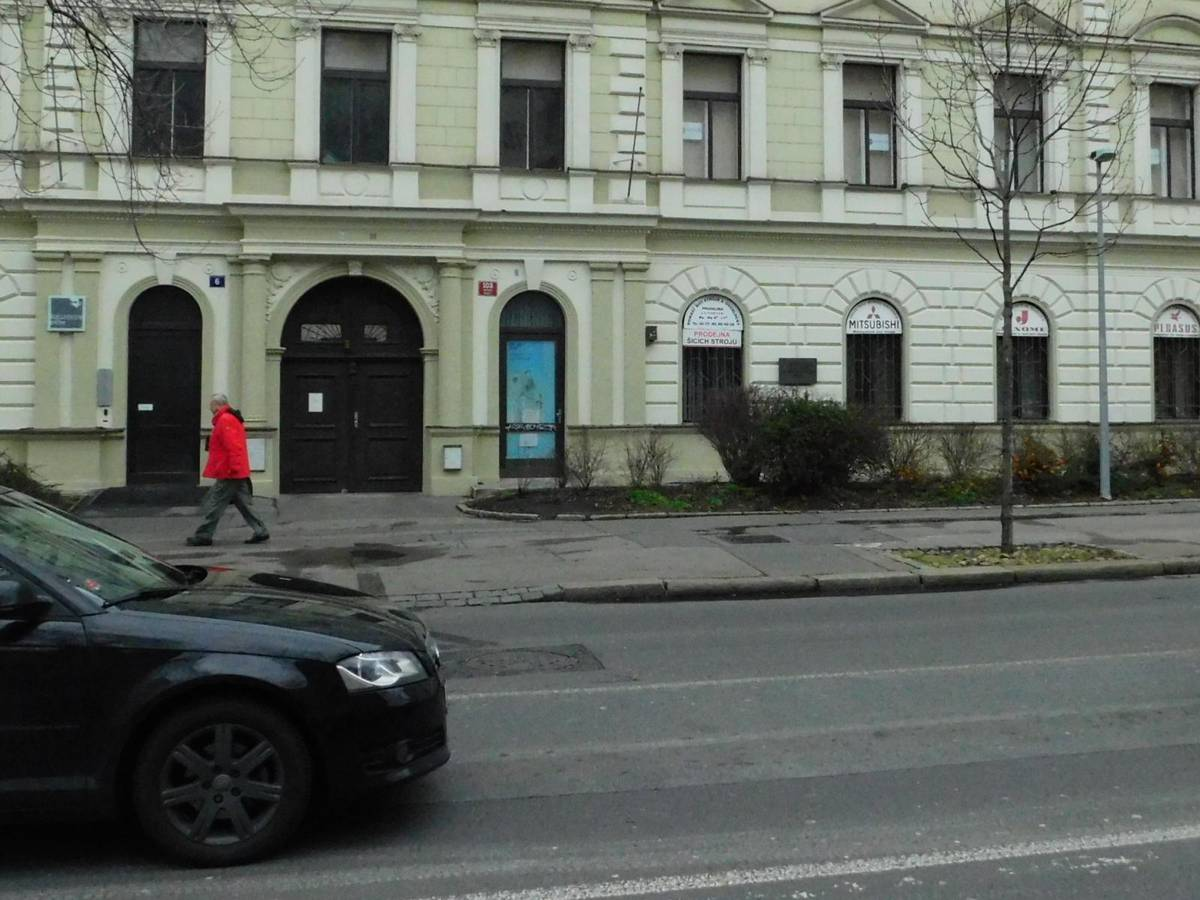
„Křižíkův dům“ v pražské Bubenči